# Albaneses do Kosovo
Os Albaneses do Kosovo (em albanês:  Shqiptarët e Kosovës), também comumente chamados de Kosovares (em albanês:  Kosovarët), constituem o maior grupo étnico do Kosovo.
Os albaneses do Kosovo pertencem ao subgrupo étnico albanês de Ghegs, que habita o norte da Albânia, ao norte do rio Shkumbin, Kosovo, sul da Sérvia e partes ocidentais da Macedônia do Norte. Eles falam o albanês Gheg, mais especificamente as variantes Gheg do Noroeste e do Nordeste.
De acordo com o censo iugoslavo de 1991, boicotado pelos albaneses, havia 1.596.072 albaneses étnicos no Kosovo ou 81,6% da população. Pela estimativa do ano 2000, havia entre 1.584.000 e 1.733.600 albaneses no Kosovo ou 88% da população; em 2011, sua participação populacional era de 92,93%.

## História

### Pré-século VII
Evidências toponímicas sugerem que o albanês era falado no Kosovo ocidental e oriental e na região de Niš antes do Período de Migração. Nesta época, o albanês no Kosovo estava em contacto linguístico com o romance oriental, que era presumivelmente falado na Sérvia e na Macedônia orientais contemporâneas.

### Idade Média
Entre 1246 e 1255, Estêvão Uresis I relatou topônimos albaneses no vale de Drenica. Uma crisobula do czar sérvio Estêvão Úresis IV que foi doado ao Mosteiro de São Mihail e Gavril em Prizren entre os anos de 1348-1353 afirma a presença de albaneses nas planícies de Dukagjin, nas proximidades de Prizren e nas aldeias de Drenica.
No século 14, em dois crisobulas ou decretos de governantes sérvios, aldeias de albaneses ao lado de Valáquios são citadas no primeiro como estando entre os rios Drin Branco e Lim (1330), e no segundo (1348) um total de nove aldeias albanesas são citado nas proximidades de Prizren. Topônimos como Arbanaška e Đjake mostram uma presença albanesa nas regiões de Toplica e Morava do sul (localizadas a nordeste do Kosovo contemporâneo) desde o final da Idade Média.
As aldeias albanesas de Ujmir e Gjonaj são mencionadas nas escrituras sérvias de 1300. Em Gjonaj fica possivelmente uma das igrejas católicas mais antigas do Kosovo. Acredita-se também que a vila Gjonaj seja o local de nascimento de Pjeter Bogdani. Outras aldeias albanesas mencionadas nos séculos XIV e XV são Planeje, Zym, Gorozhub, Milaj, Kojushe, Batushe, Mazrek, Voksh etc. Os registros otomanos de 1452-53 revelam que a região de Has no Kosovo era habitada por uma população albanesa cristã. Aldeias que foram identificadas e que ainda existem hoje, como Mazrek, Kojushe, Gorozhub, Zym, Zhur, Milaj, Planeje etc., foram registradas no Defter. No final de 1485, que cobria a região de Gjakova, no Kosovo Ocidental, metade das aldeias tinha nomes albaneses ou uma mistura de nomes eslavo-albaneses.
Os defensores otomanos dos séculos XV e XVI também registaram novas chegadas ao Kosovo e a locais abandonados. Nada indica que a área tenha sido massivamente despovoada durante este período, nem maciçamente colonizada por outra população externa
Os registos otomanos indicam que durante os séculos XV e XVI, a região de Hasi, que fazia parte da anaia de Hassi, era habitada quase inteiramente por albaneses. Os registos otomanos do século XV mostram que o Kosovo ocidental tinha uma grande população albanesa nativa. E outras pesquisas indicam que as cidades no leste do Kosovo tinham uma grande população albanesa muçulmana antes das guerras austro-otomanas de 1690 e as pesquisas mostram que as cidades perderam consideravelmente a sua população devido às guerras. Durante o século 18 em diante, também houve movimentos de pessoas dentro desses territórios habitados albaneses (Nish, Macedônia, Kosovo, Albânia) 
Kosovo fez parte do Império Otomano de 1455 a 1912, inicialmente como parte do ilhéu de Rumélia, e a partir de 1864 como uma província separada (vilaiete). Durante este tempo, o Islã foi apresentado à população. Hoje, o Islã sunita é a religião predominante dos albaneses do Kosovo.
O termo otomano Arnavudluk (آرناوودلق), que significa Albânia, foi usado nos registros do estado otomano para áreas como o sul da Sérvia e Kosovo. Evliya Çelebi (1611-1682) em suas viagens pela região durante 1660 referiu-se à parte ocidental e central do que hoje é Kosovo como Arnavudluk e descreveu a cidade de habitantes de Vučitrn como tendo conhecimento de albanês ou turco, com poucos falantes de línguas eslavas.

### Período moderno

#### Século XIX
Um grande número de albaneses, juntamente com um número menor de turcos urbanos (alguns de origem albanesa), foram expulsos e/ou fugiram do que hoje é o sul da Sérvia contemporâneo (regiões de Toplica e Morava) durante a Guerra Sérvio-Otomana (1876-78). Muitos se estabeleceram no Kosovo, onde eles e seus descendentes são conhecidos como muhaxhir, também muhaxher ("exilados", do árabe muhajir), e alguns levam o sobrenome Muhaxhiri/Muhaxheri ou a maioria dos outros o nome da aldeia de origem. Durante o final do período otomano, a identidade étnico-nacional albanesa, tal como expressa nos tempos contemporâneos, não existia entre a população de língua albanesa do Kosovo em geral. Em vez disso, as identidades colectivas baseavam-se em identidades socioprofissionais, socioeconómicas, regionais ou religiosas e, por vezes, as relações entre albaneses muçulmanos e cristãos eram tensas.

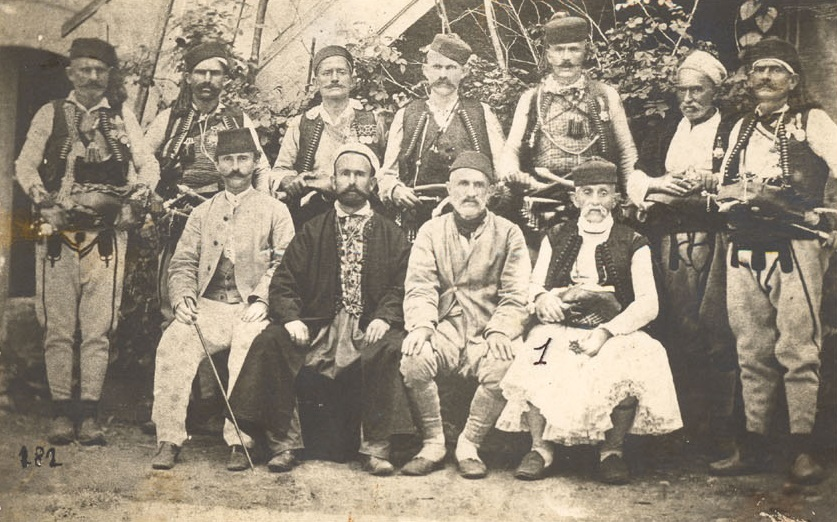
Liga de Prizren (1878)

Como reação contra o Congresso de Berlim, que cedeu alguns territórios povoados por albaneses à Sérvia e Montenegro, os albaneses, principalmente do Kosovo, formaram a Liga de Prizren em Prizren em junho de 1878. Centenas de líderes albaneses reuniram-se em Prizren e opuseram-se à jurisdição sérvia e montenegrina. A Sérvia queixou-se às potências ocidentais de que os territórios prometidos não estavam a ser mantidos porque os otomanos hesitavam em fazê-lo. As potências ocidentais pressionaram os otomanos e, em 1881, o exército otomano iniciou a luta contra os albaneses. A Liga Prizren criou um Governo Provisório com um Presidente, Primeiro Ministro (Ymer Prizreni) e Ministérios da Guerra (Sylejman Vokshi) e Ministério das Relações Exteriores (Abdyl Frashëri). Após três anos de guerra, os albaneses foram derrotados. Muitos dos líderes foram executados e presos. Em 1910, uma revolta albanesa espalhou-se a partir de Pristina e durou até à visita do sultão otomano ao Kosovo em Junho de 1911. O objetivo da Liga de Prizren era unir os quatro vilaietes habitados pelos albaneses, fundindo a maioria dos habitantes albaneses dentro do Império Otomano em um vilaiete albanês. No entanto, nessa altura, os sérvios representavam cerca de 25%  de toda a população do Vilaiete de Kosovo e opunham-se aos objetivos albaneses juntamente com os turcos e outros eslavos no Kosovo, o que impedia os movimentos albaneses de estabelecerem o seu domínio sobre o Kosovo.

#### Século XX
Em 1912, durante as Guerras Balcânicas, a maior parte do leste do Kosovo foi tomada pelo Reino da Sérvia, enquanto o Reino de Montenegro tomou o oeste do Kosovo, que a maioria dos seus habitantes chama de "o planalto de Dukagjin" (Rrafshi i Dukagjinit) e os sérvios chamam Metohija (Метохија), uma palavra grega que significa as dependências fundiárias de um mosteiro. Além de muitos crimes de guerra e atrocidades cometidas pelo exército sérvio contra a população albanesa, as famílias de colonos sérvios mudaram-se para o Kosovo, enquanto a população albanesa diminuiu. Como resultado, a proporção de albaneses no Kosovo diminuiu de 75%  na altura da invasão para pouco mais de 65%  em 1941.

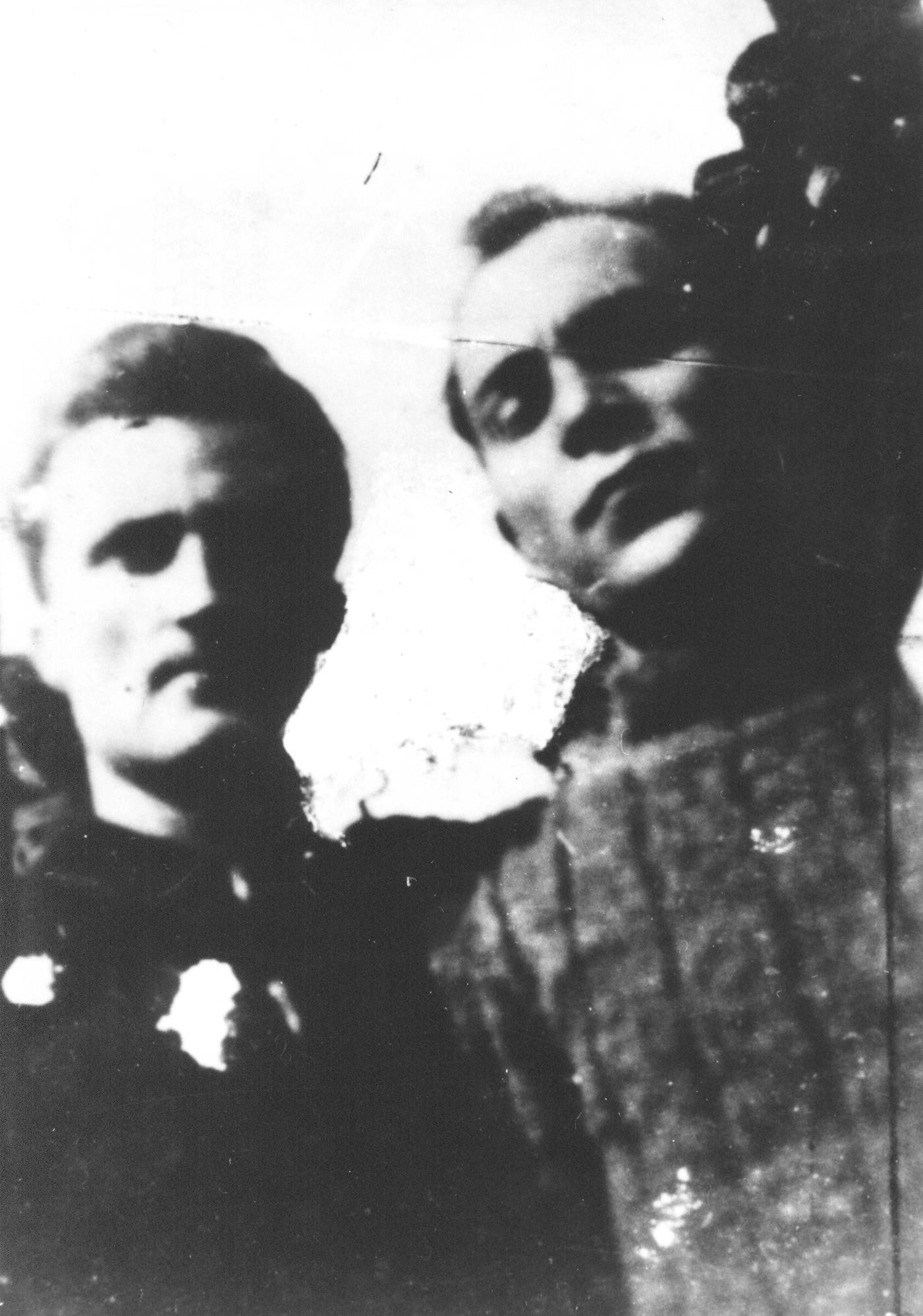
Ramiz Sadiku e Boro Vukmirović, heróis do povo da Iugoslávia e símbolo da amizade sérvio-albanesa
O período de 1918 a 1929 sob o Reino dos Sérvios, Croatas e Eslovenos foi uma época de perseguição aos albaneses do Kosovo. O Kosovo foi dividido em quatro condados - três deles fazendo parte da Sérvia oficial: Zvečan, Kosovo e sul de Metohija; e um em Montenegro: norte de Metohija. No entanto, o novo sistema de administração desde 26 de abril de 1922 dividiu o Kosovo entre três regiões do Reino: Kosovo, Ráscia e Zeta.
Em 1929 o Reino foi transformado no Reino da Iugoslávia. Os territórios do Kosovo foram divididos entre o Banato de Zeta, o Banato de Morava e o Banato de Vardar. O Reino durou até a invasão do Eixo na Segunda Guerra Mundial, em abril de 1941.
Após a invasão do Eixo, a maior parte do Kosovo tornou-se parte da Albânia fascista controlada pela Itália, e uma parte menor, oriental, pelo Czarismo da Bulgária, aliado do Eixo, e pela Sérvia ocupada pelos nazistas. Uma vez que a liderança política fascista albanesa decidiu na Conferência de Bujan que o Kosovo continuaria a fazer parte da Albânia, começaram a expulsar os colonos sérvios e montenegrinos "que chegaram nas décadas de 1920 e 1930". Antes da rendição da Itália fascista em 1943, as forças alemãs assumiram o controlo direto da região. Após numerosos levantes partisans sérvios e iugoslavos, o Kosovo foi libertado depois de 1944 com a ajuda dos partisans albaneses do Comintern, e tornou-se uma província da Sérvia dentro da Iugoslávia Federal Democrática.
A Região Autónoma do Kosovo e Metohija foi formada em 1946 para aplacar a sua população albanesa regional dentro da República Popular da Sérvia como membro da República Popular Federal da Iugoslávia, sob a liderança do antigo líder partidário, Josip Broz Tito, mas sem qualquer informação factual. autonomia. Esta foi a primeira vez que o Kosovo passou a existir com as suas fronteiras atuais. Depois que o nome da Iugoslávia mudou para República Federal Socialista da Iugoslávia e da Sérvia para República Socialista da Sérvia em 1963, a Região Autônoma do Kosovo foi elevada ao nível de Província Autônoma (que a Voivodina tinha desde 1946) e ganhou autonomia interna na década de 1960.
Na constituição de 1974, o governo da Província Socialista Autônoma do Kosovo recebeu poderes superiores, incluindo os mais altos títulos governamentais - Presidente e Primeiro-Ministro e um assento na Presidência Federal, o que a tornou uma República Socialista de facto dentro da Federação, mas permanecendo como República Socialista. Região Autônoma da República Socialista da Sérvia. O servo-croata e o albanês foram definidos oficialmente em nível provincial, marcando os dois maiores grupos linguísticos do Kosovo: os sérvios e os albaneses. A palavra Metohija também foi removida do título em 1974, deixando a forma abreviada simples, Kosovo.

Bandeira da minoria albanesa na RSF Iugoslávia

Na década de 1970, um movimento nacionalista albanês procurou o reconhecimento total da Província do Kosovo como outra República dentro da Federação, enquanto os elementos mais extremistas visavam a independência total. O governo de Tito lidou com a situação rapidamente, mas apenas dando-lhe uma solução temporária.
Em 1981, os estudantes albaneses do Kosovo organizaram protestos visando que o Kosovo se tornasse uma república dentro da Iugoslávia. Esses protestos foram duramente contidos pelo governo centralista iugoslavo. Em 1986, a Academia Sérvia de Ciências e Artes (SANU) estava trabalhando em um documento, que mais tarde seria conhecido como Memorando da SANU. Uma edição inacabada foi filtrada para a imprensa. No ensaio, a SANU retratou o povo sérvio como uma vítima e apelou ao renascimento do nacionalismo sérvio, utilizando factos verdadeiros e exagerados para propaganda. Durante este tempo, Slobodan Milošević subiu ao poder na Liga dos Socialistas da Sérvia.
Pouco depois, conforme aprovado pela Assembleia em 1990, a autonomia do Kosovo foi revogada e o estatuto anterior a 1974 foi reinstaurado. Milošević, no entanto, não retirou o assento do Kosovo da Presidência Federal, mas instalou os seus próprios apoiantes nesse assento, para que pudesse ganhar o poder no governo federal. Após a secessão da Eslovênia da Iugoslávia em 1991, Milošević usou o assento para obter domínio sobre o governo federal, vencendo os seus adversários na votação.
Muitos albaneses organizaram um movimento pacífico de resistência ativa, na sequência das perdas de emprego sofridas por alguns deles, enquanto outros, albaneses de orientação mais radical e nacionalista, iniciaram expurgos violentos dos residentes não albaneses do Kosovo.
Em 2 de Julho de 1990, um decreto inconstitucional do parlamento étnico albanês declarou Kosovo um país independente, embora isso não tenha sido reconhecido pelo governo, uma vez que os albaneses étnicos se recusaram a registrar-se como cidadãos legais da Iugoslávia. Em setembro daquele ano, o parlamento étnico albanês, reunido em segredo na cidade de Kačanik, adotou a Constituição da República do Kosova. Um ano depois, o Parlamento organizou o referendo sobre a independência do Kosovo em 1991, que foi observado por organizações internacionais, mas não foi reconhecido internacionalmente devido a muitas irregularidades. Com uma participação de 87%, 99,88% votaram pela independência do Kosovo. A população não albanesa, que na altura representava 10% da população do Kosovo, recusou-se a votar por considerar o referendo ilegal. No início dos anos noventa, os albaneses étnicos organizaram um sistema estatal paralelo e um sistema paralelo de educação e saúde, entre outras coisas, os albaneses organizaram e treinaram, com a ajuda de alguns países europeus, o exército da autoproclamada república do Kosovo chamada Exército de Libertação do Kosovo (KLA). Com o fim dos acontecimentos na Bósnia e na Croácia, o governo jugoslavo começou a realocar refugiados sérvios da Croácia e da Bósnia para o Kosovo. O KLA conseguiu realocar os refugiados sérvios de volta à Sérvia.

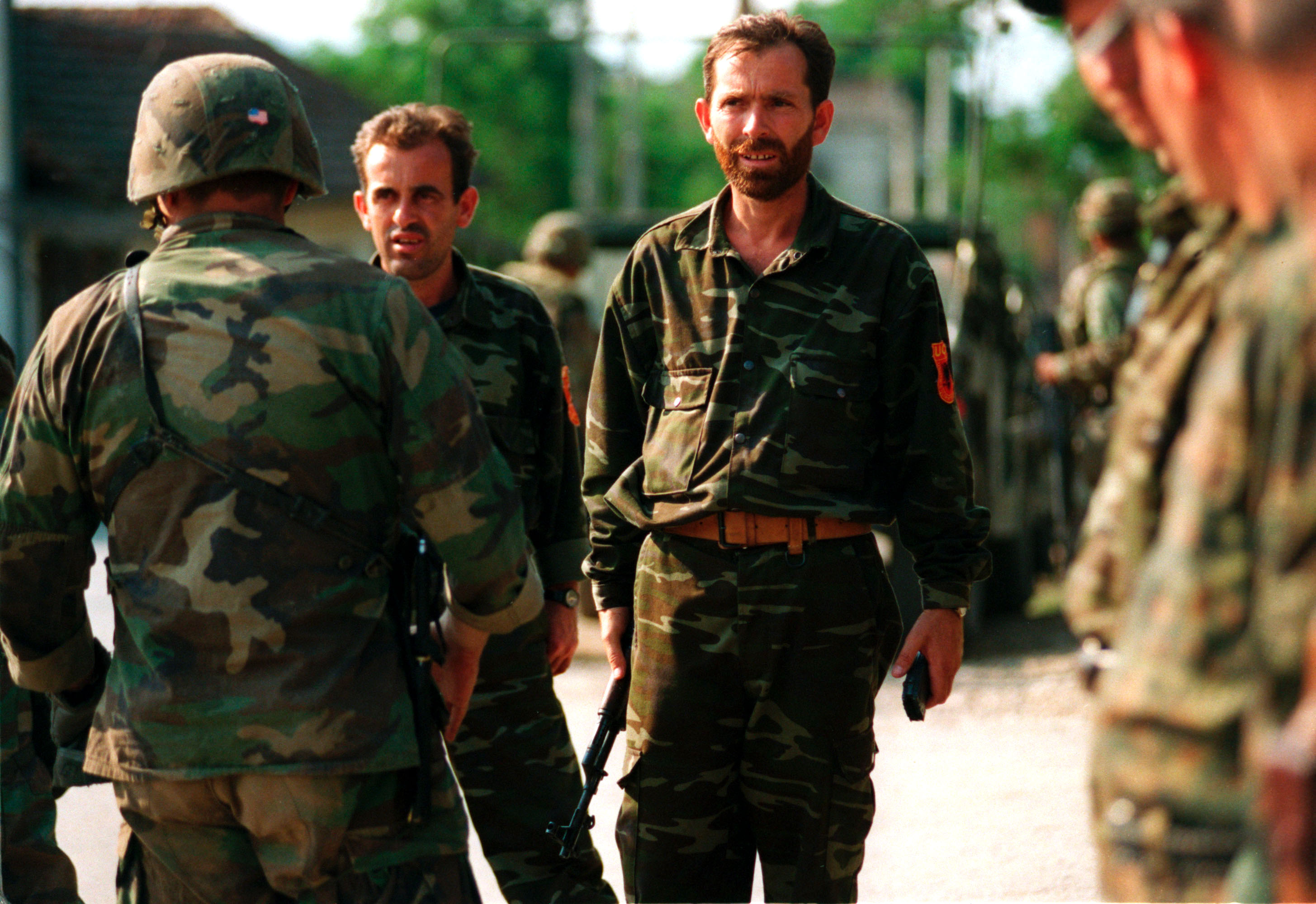
Exército de Libertação do Kosovo entregando armas às forças dos EUA, 30 de junho de 1999

Após o Acordo de Dayton em 1995, uma força de guerrilha que se autodenomina Exército de Libertação do Kosovo (KLA) começou a operar no Kosovo, embora haja especulações de que possam ter começado já em 1992. As forças paramilitares sérvias cometeram crimes de guerra no Kosovo, embora o governo sérvio alegue que o Exército só perseguia suspeitos de terrorismo albaneses. Isto desencadeou uma campanha de bombardeamentos da OTAN de 78 dias em 1999. O KLA Kosovar albanês desempenhou um papel importante não só em missões de reconhecimento para a OTAN, mas também na sabotagem do exército sérvio.

### Século XXI
As negociações internacionais começaram em 2006 para determinar o estatuto final do Kosovo, conforme previsto na Resolução 1244 do Conselho de Segurança da ONU, que pôs fim ao conflito do Kosovo de 1999. Embora a soberania contínua da Sérvia sobre o Kosovo tenha sido reconhecida por grande parte da comunidade internacional na altura, uma clara maioria da população do Kosovo preferia a independência. As conversações apoiadas pela ONU, lideradas pelo enviado especial da ONU, Martti Ahtisaari, começaram em Fevereiro de 2006. Embora tenham sido feitos progressos em questões técnicas, ambas as partes permaneceram diametralmente opostas na própria questão do estatuto. Em Fevereiro de 2007, Ahtisaari entregou um projecto de proposta de acordo sobre o estatuto aos líderes em Belgrado e Pristina, a base para um projecto de resolução do Conselho de Segurança da ONU que propõe uma “independência supervisionada” para a província. No início de julho de 2007, o projeto de resolução, que é apoiado pelos Estados Unidos, pelo Reino Unido e por outros membros europeus do Conselho de Segurança das Nações Unidas, foi reescrito quatro vezes para tentar acomodar as preocupações russas de que tal resolução prejudicaria o princípio da soberania do estado. A Rússia, que detém veto no Conselho de Segurança como um dos cinco membros permanentes, declarou que não apoiará qualquer resolução que não seja aceitável tanto para Belgrado como para Pristina. Em Novembro de 2023, mais de 100 estados membros da ONU reconheceram o Kosovo como um país independente.

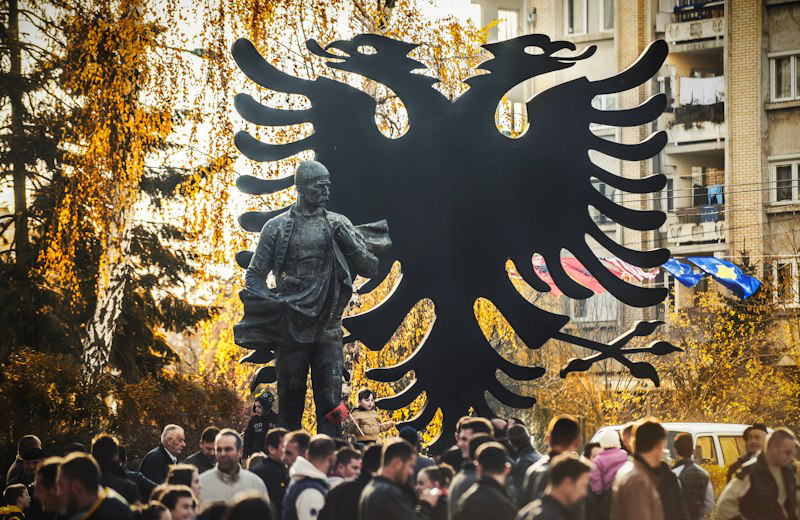
A estátua de Isa Boletini no centro de Mitrovica, Kosovo, inaugurada durante o 100º aniversário da independência da Albânia

Em 26 de novembro de 2019, um terremoto atingiu a Albânia. A população albanesa do Kosovo reagiu com sentimentos de solidariedade através de iniciativas de angariação de fundos e doações de dinheiro, alimentos, roupas e abrigos. Voluntários e ajuda humanitária em camiões, autocarros e centenas de carros do Kosovo viajaram para a Albânia para ajudar na situação e as pessoas estiveram envolvidas em tarefas como o funcionamento de cozinhas móveis e a recolha de ajuda financeira. Muitos albaneses no Kosovo abriram as suas casas às pessoas deslocadas pelo terramoto.

## Demografia
| Ano  | Albaneses | Sérvios | Outros | Fonte e notas       |
| ---- | --------- | ------- | ------ | ------------------- |
| 1921 | 61%       | 33%     | 6%     |                     |
| 1931 | 58%       | 29%     | 13%    |                     |
| 1948 | 65%       | 26%     | 9%     | TPIJ                |
| 1953 | 65%       | 24%     | 10%    |                     |
| 1961 | 67%       | 23%     | 9%     |                     |
| 1971 | 73%       | 19%     | 7%     |                     |
| 1981 | 76%       | 16%     | 8%     |                     |
| 1991 | 80%       | 13%     | 7%     | Censo de 1991       |
| 2000 | 87%       | 9%      | 4%     | Banco Mundial, OSCE |
| 2007 | 92%       | 5%      | 3%     | OSCE                |
| 2011 | 92,9%     | 1,5%    | 5,4%   | Censo 2011          |

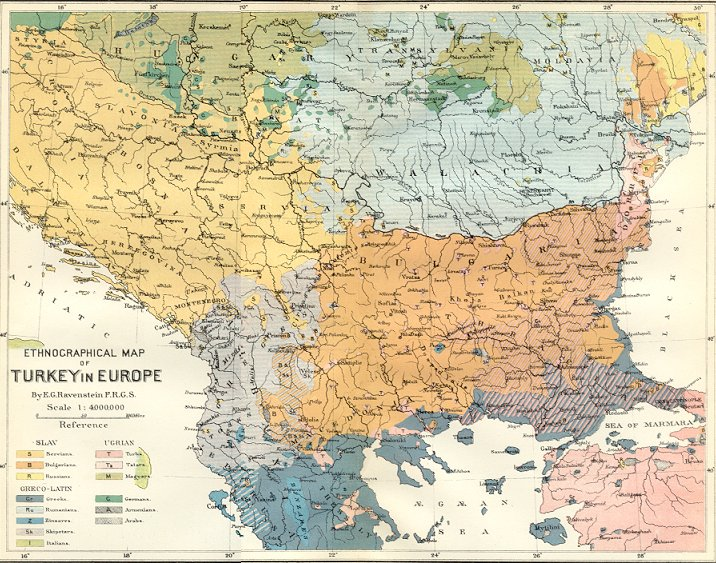
Mapa etnográfico dos Bálcãs de 1880
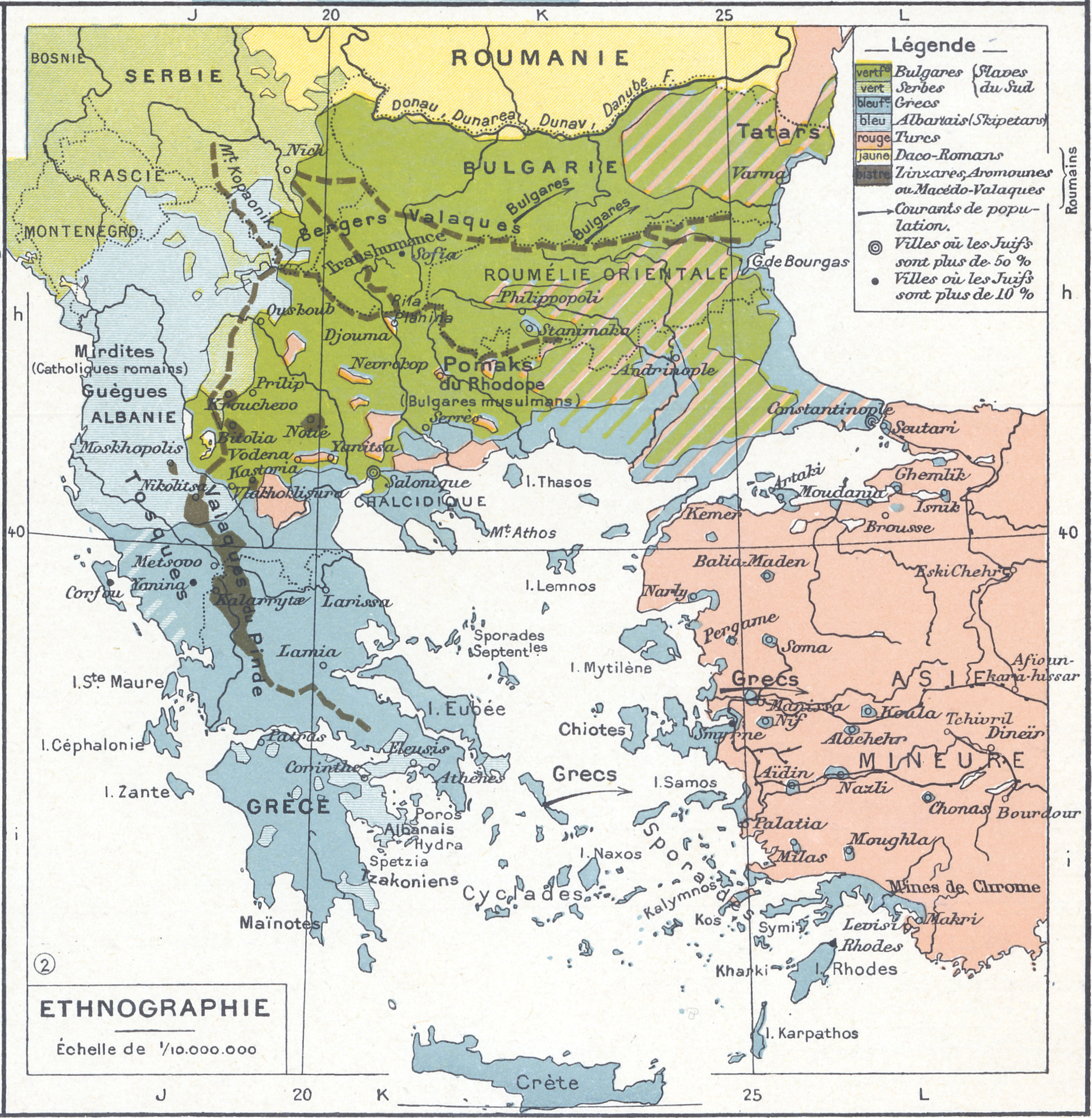
Composição étnica dos Bálcãs em 1898, de acordo com uma fonte francesa
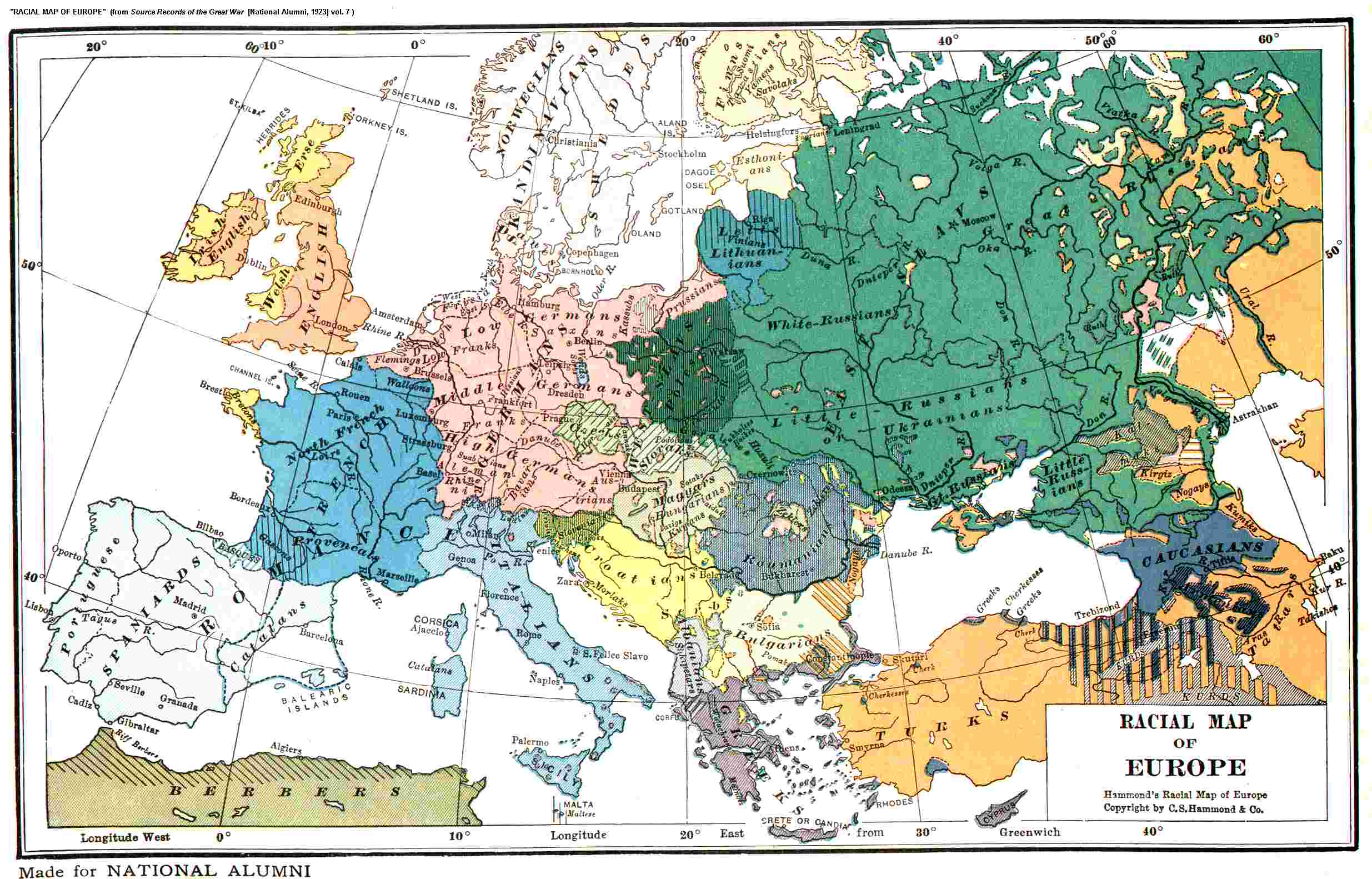
Mapa etnográfico da Europa de 1922
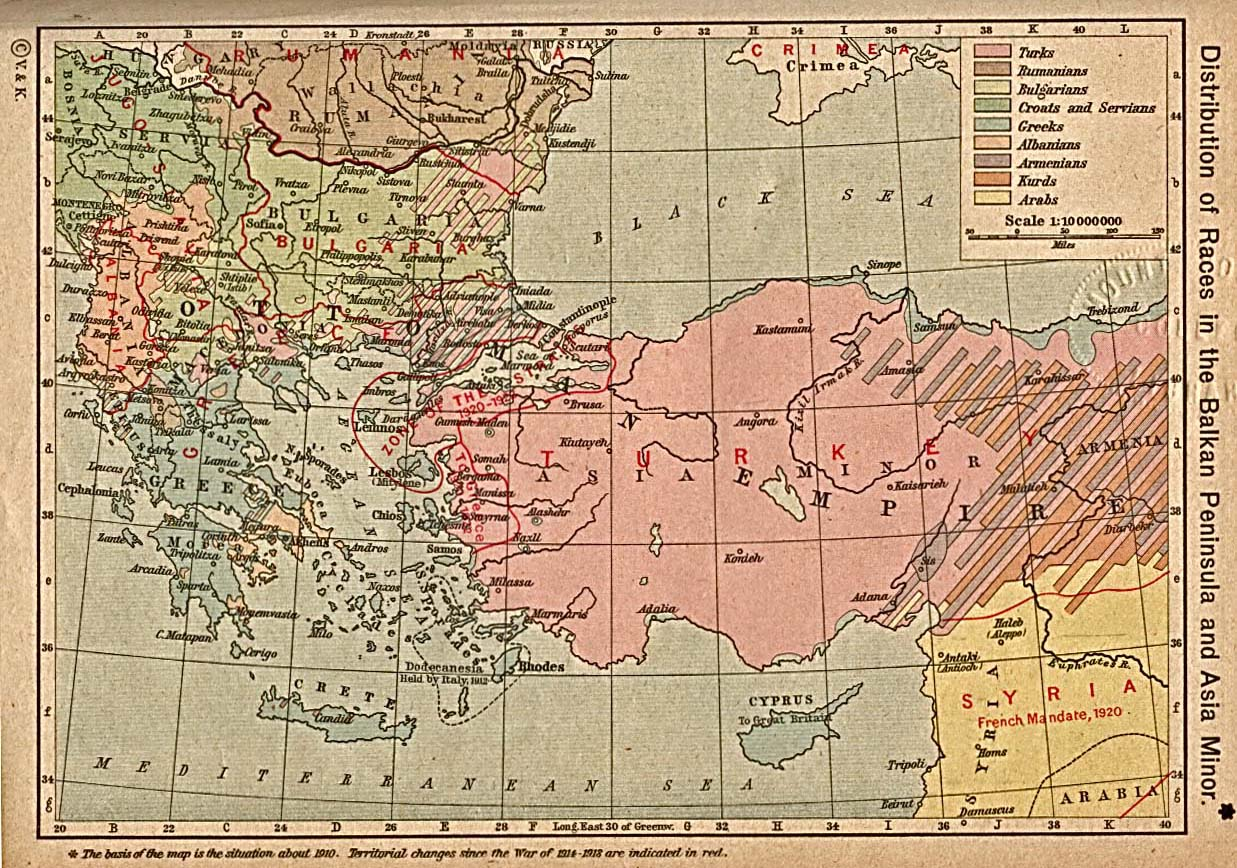
Mapa etnográfico de 1923 dos Bálcãs e da Turquia.

## Cultura

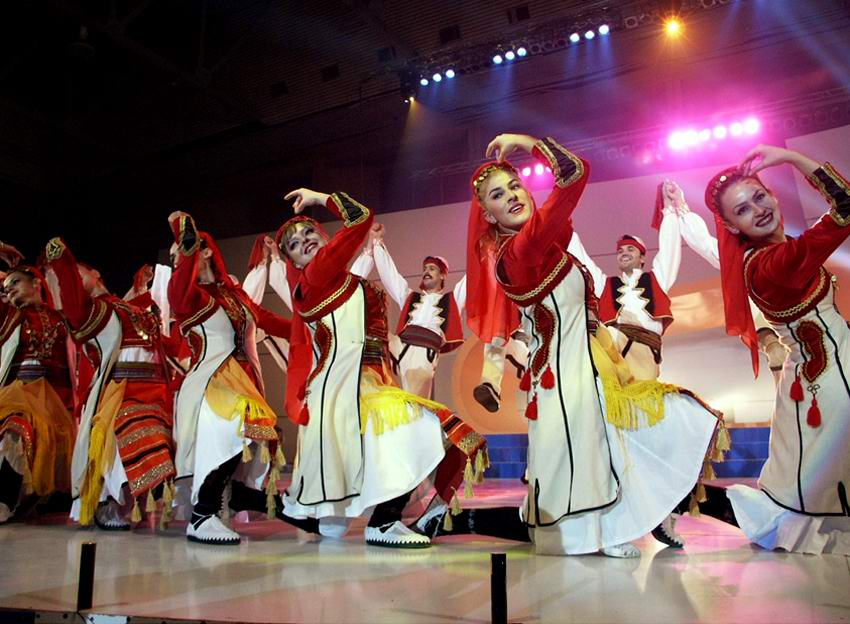
Traje e dança étnica albanesa do Kosovo

Culturalmente, os albaneses no Kosovo estão intimamente relacionados com os albaneses na Albânia. As tradições e costumes diferem até de cidade para cidade no próprio Kosovo. O dialeto falado é o Gheg, típico dos albaneses do norte. A língua das instituições estatais, da educação, dos livros, da mídia e dos jornais é o dialeto padrão do albanês, que está mais próximo do dialeto Tosk.

### Religião
A grande maioria dos albaneses do Kosovo são muçulmanos sunitas. Existem também comunidades católicas albanesas estimadas entre 60.000 e 65.000 no Kosovo, concentradas em Gjakova, Prizren, Klina e algumas aldeias perto de Peja e Viti. A conversão ao cristianismo está a crescer entre os muçulmanos albaneses do Kosovo no Kosovo.

## Pessoas notáveis

### Militares
- Idriz Seferi - guerrilheiro nacionalista
- Azem Galica - lutador da resistência nacionalista[54]
- Isa Boletini - lutador da resistência nacionalista[55]
- Asim Vokshi - voluntário na Guerra Civil Espanhola[56]
- Sulejman Vokshi - líder militar e comandante da Liga de Prizren[56]
- Haxhi Zeka - líder nacionalista[56]
- Bislim Bajgora - líder nacionalista
- Shote Galica - guerrilheira nacionalista que foi declarada a Heroína do Povo da Albânia[56]
- Mic Sokoli - figura nacionalista e guerrilheiro[56]
- Shaban Polluzha - líder militar
- Idriz Gjilani - Comandante do KLA
- Zahir Pajaziti - Comandante do KLA
- Adem Jashari - Comandante do KLA
- Agim Ramadani - Comandante do KLA
- Njazi Azemi - Comandante do KLA

### Acadêmicos
- Anton Berisha - estudioso e folclorista
- Flora Brovina - poeta, pediatra e activista dos direitos das mulheres de Drenica, criada em Prishtina[56]
- Din Mehmeti - poeta, de Gjakova[56]
- Ali Podrimja - poeta, de Gjakova[56]
- Anton Berishaj - acadêmico, da Malsia, Montenegro, morando em Kosovo
- Musa Haxhiu - acadêmico, de Peja

### Atores e Atrizes
| - Muharrem Qena - ator, diretor, escritor e cantor - Faruk Begolli - ator - James Biberi - Ator americano, que nasceu em Kosovo - Arta Dobroshi - atriz, trabalhos notáveis incluem Lorna's Silence and Baby - Fortesa Hoti - Atriz sueca, mais conhecida por seu papel como Roxana Nilsson, na série dramática sueca Andra Avenyn, nascido em Kosovo - Arta Muçaj - atriz nascida em Prizren Kosovo. Conhecido por papéis em Home Sweet Home como Hana e Njerez dhe Fate ("Pessoas e Destinos") como Didi. Mora na Austrália. - Enver Petrovci - ator, escritor e diretor | - Dobroshi - Hoti |

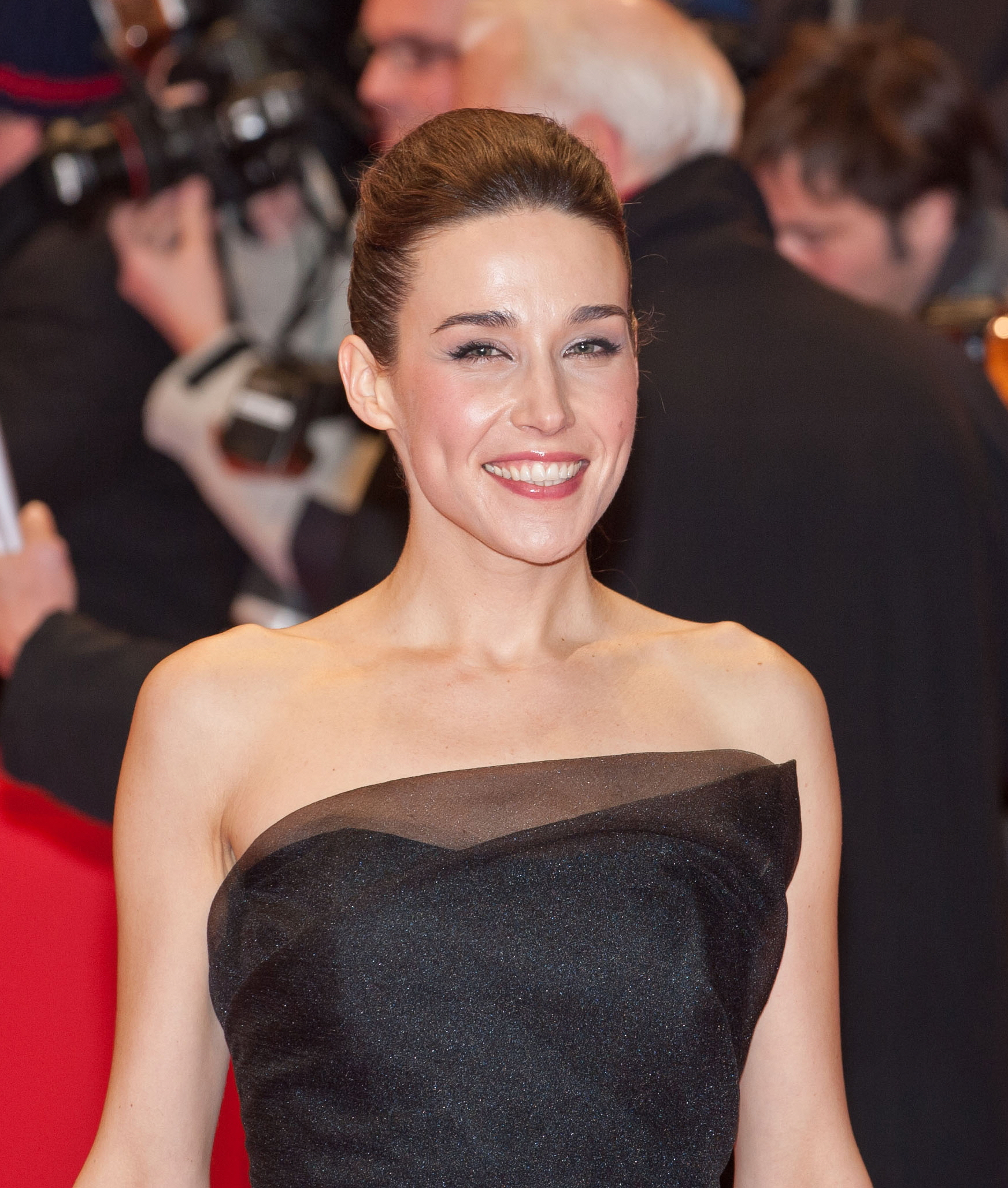
Dobroshi
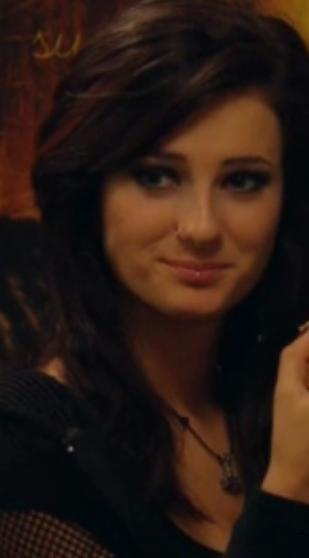
Hoti

### Entretenimento e mídia
| - Ardian Bujupi - cantor e compositor alemão-Kosovar, que terminou em terceiro lugar na 8ª temporada do show de talentos alemão Deutschland Sucht den SuperStar, nascido em Pristina - Rauf Dhomi - compositor e maestro de música clássica - Rona Nishliu - cantor - Tony Dovolani - dançarina de salão profissional, instrutora e jurada residente em Nova York - Gashi - rapper - Adelina Ismajli - cantora, atriz e modelo que foi coroada Miss Kosovo em 1997 - Era Istrefi - cantora e compositora - Akil Mark Koci - compositor de Prizren - Memli Krasniqi - rapper, cantor e compositor, político e porta-voz; ministro da Cultura, Juventude e Desporto da República do Kosovo - Albina Kelmendi - cantora e vice-campeã da quarta temporada de The Voice of Albania - Zana Krasniqi - modelo e Miss Universo Kosovo 2008 - Zana Nimani - ex-cantora residente em Belgrado, pais do Kosovo - Patrick Nuo - Artista e ator suíço, o pai é albanês de Gjakova - Rita Ora - cantora, compositora e atriz britânica, nascida em Pristina - Dua Lipa - cantora pop britânica, os pais são imigrantes do Kosovo, fugindo durante a guerra - Ismet Peja - cantor folk - Nexhmije Pagarusha - cantor, conhecido pela música "Baresha" - Shkëlzen Doli - violinista - Leonora Jakupi - cantor - Nita Bahtiri - cantora e pianista Kosovar - Lindita - cantora e compositora kosovar-albanesa - Regard - DJ - Gjon's Tears - cantor e compositor suíço - Ledri Vula - cantor - Njomza - compositor nascido no Kosovo | - Dua Lipa - Ismajli - Istrefi - Lindita - Nishliu - Ora - Pagarusha - Gjon's Tears |

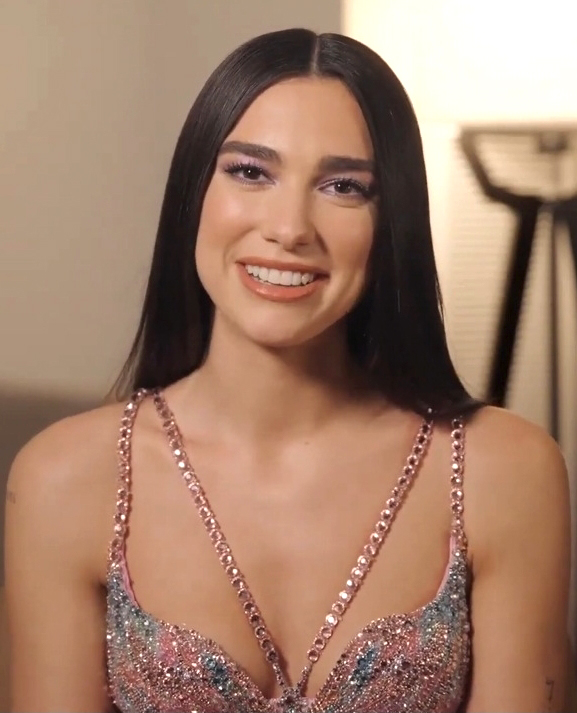
Dua Lipa
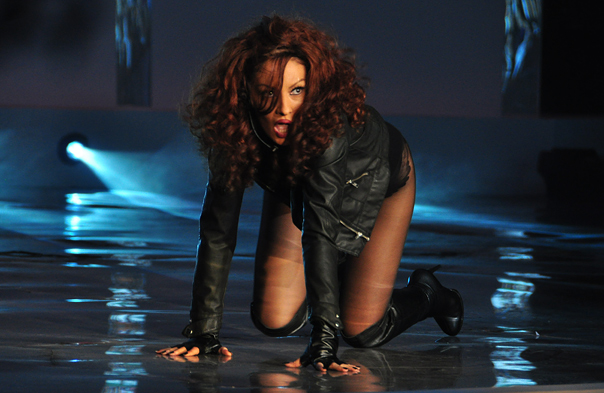
Ismajli
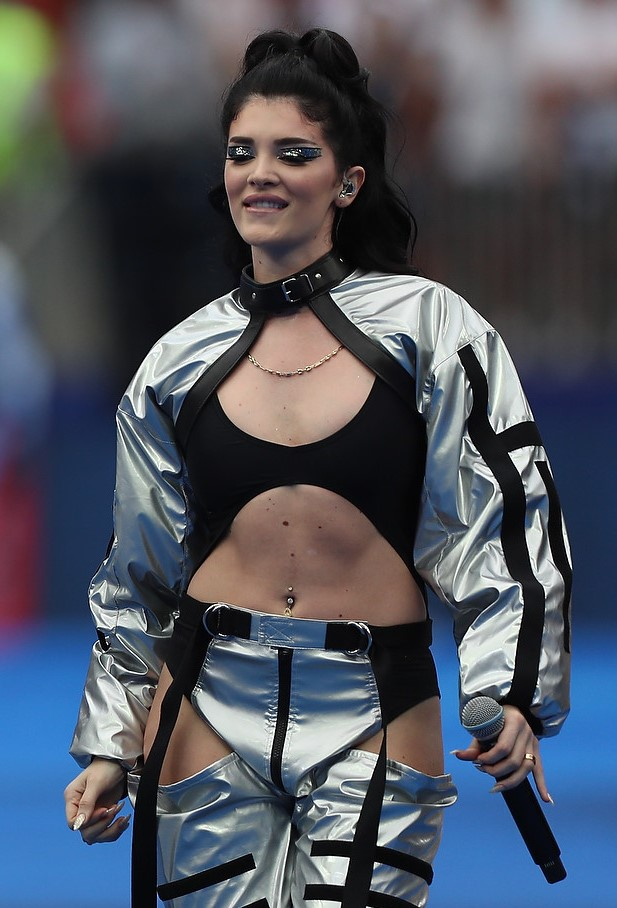
Istrefi
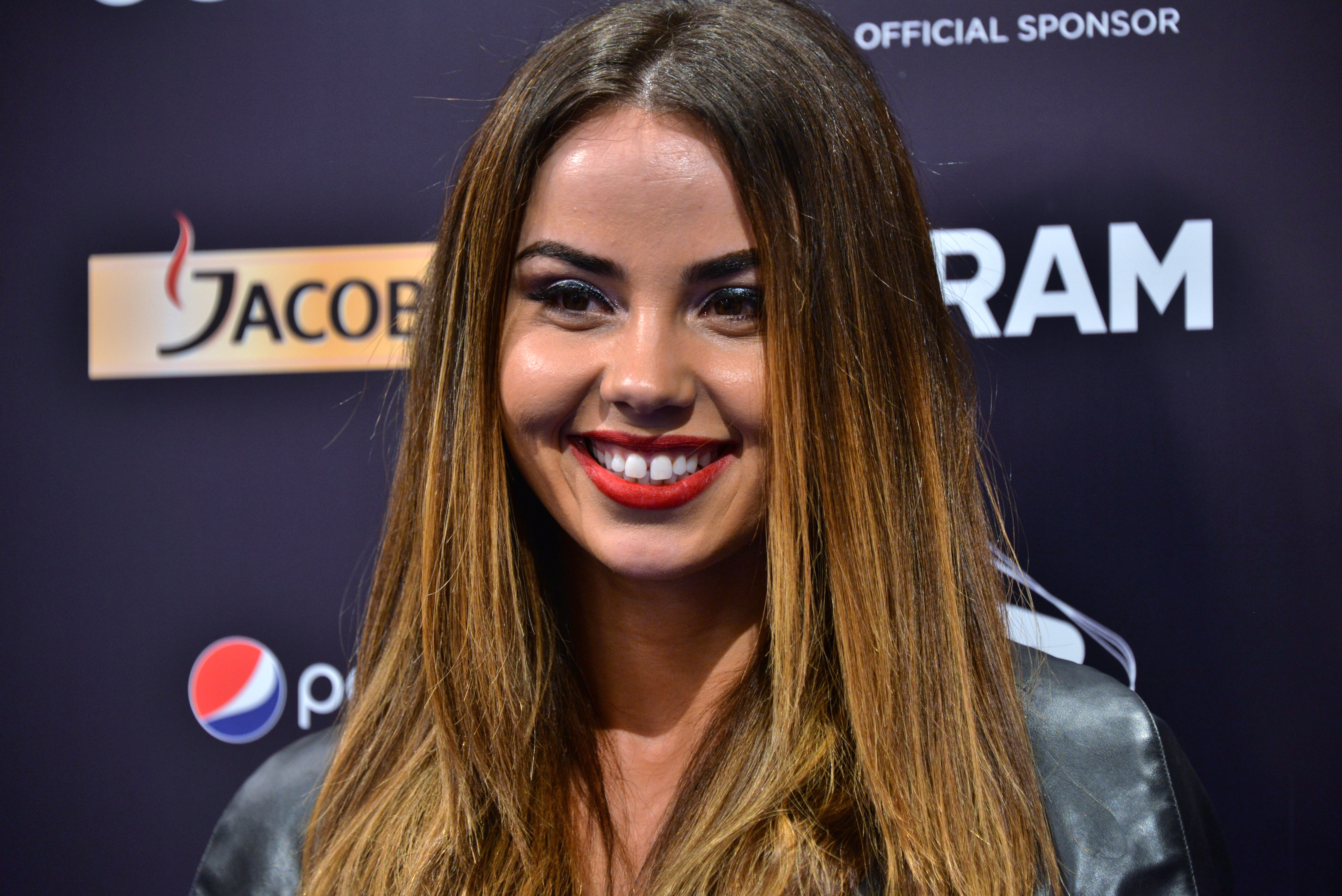
Lindita
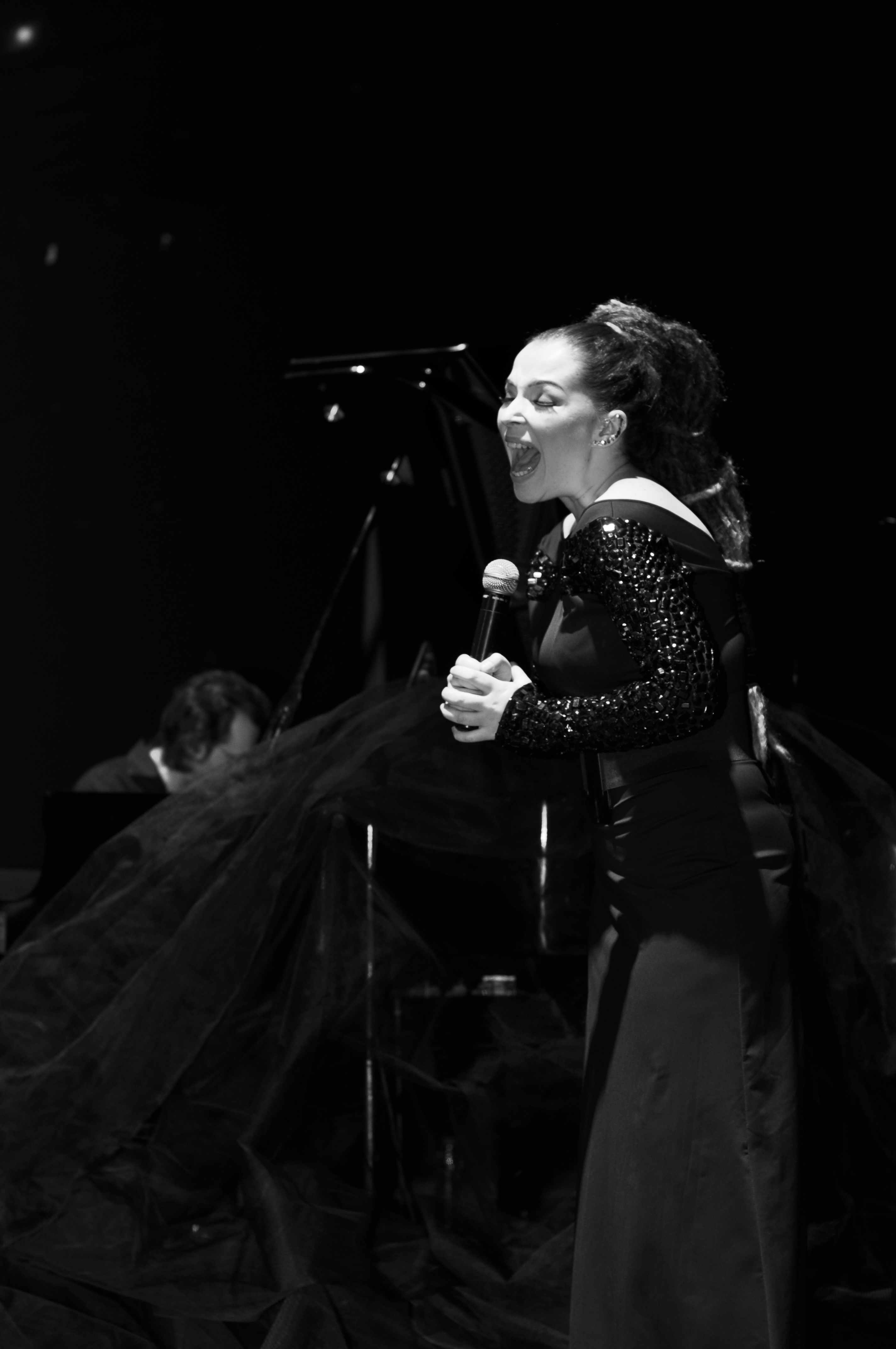
Nishliu
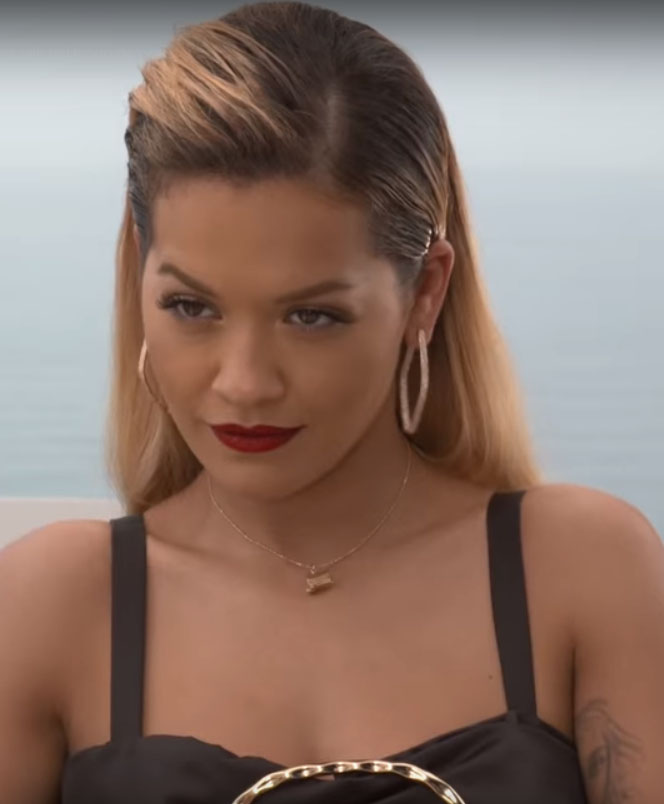
Ora
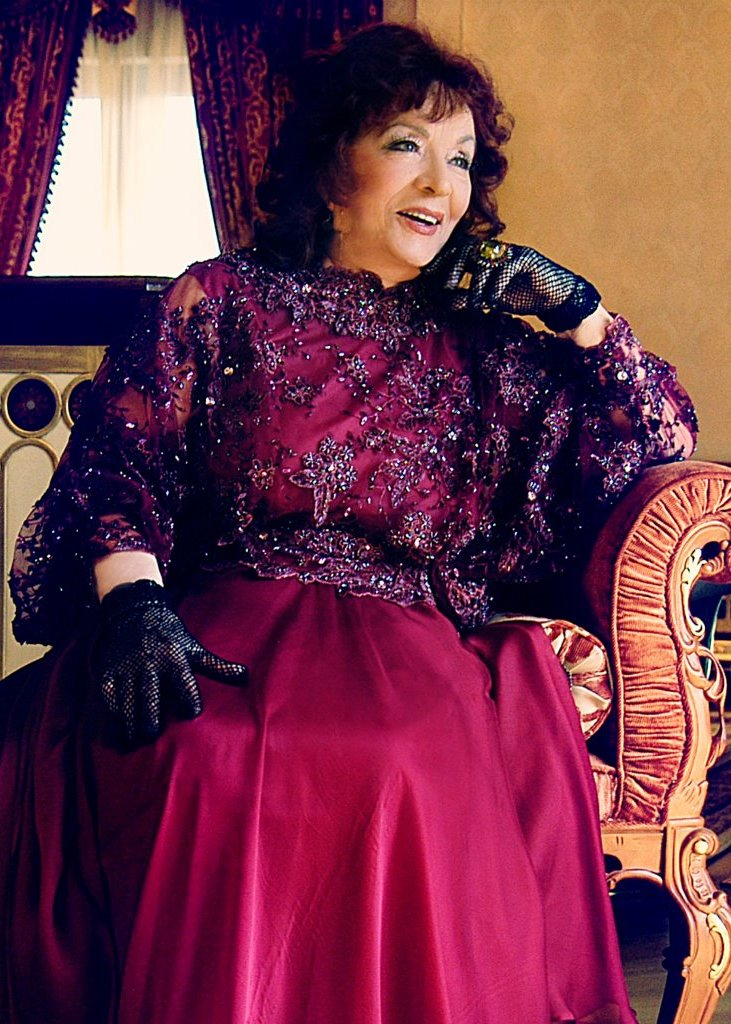
Pagarusha
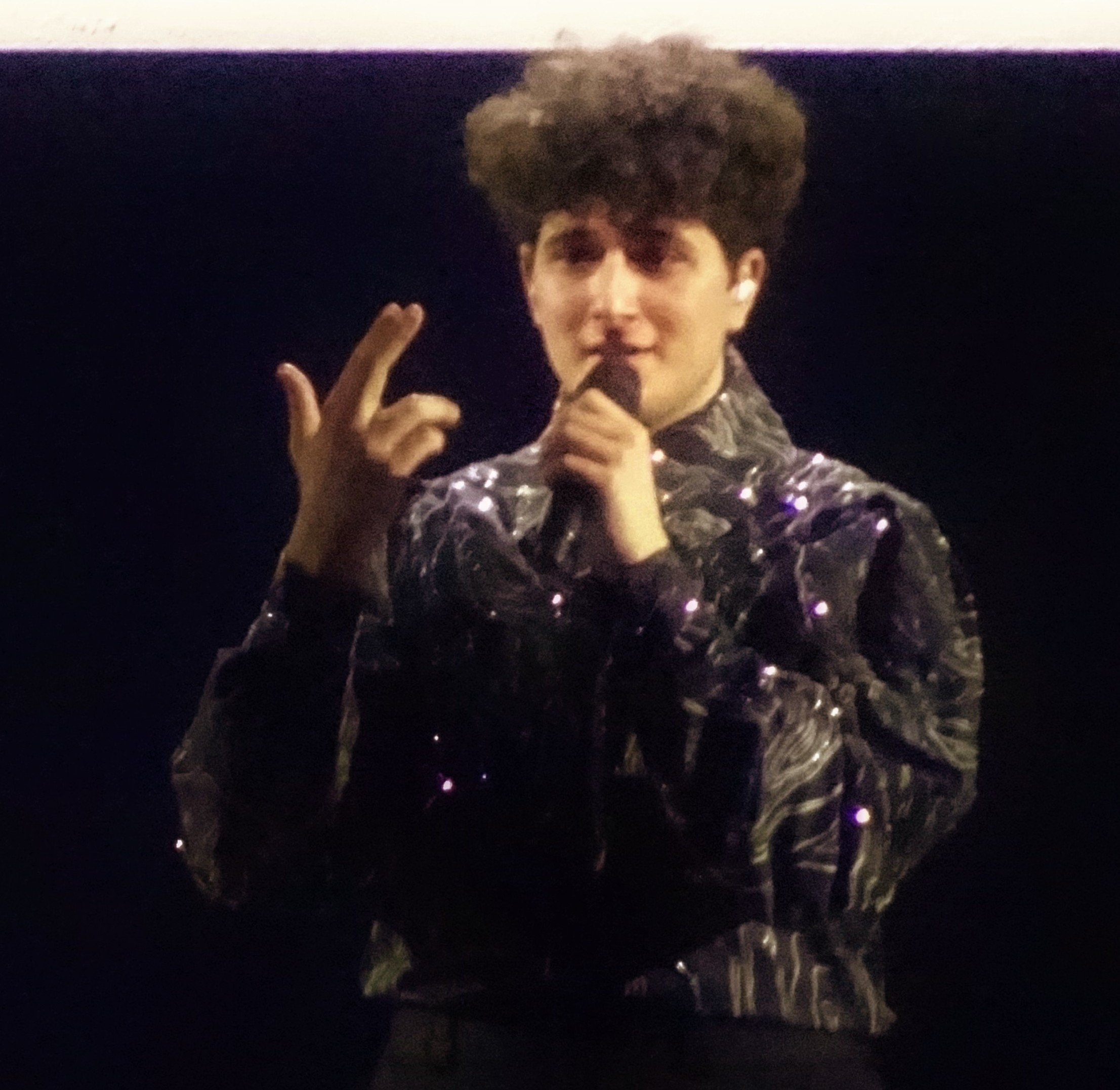
Gjon's Tears

### Artes visuais e design
- Fatmire Zeka - artista
- Rifo Dobra - fotógrafo
- Adem Kastrati - pintor (1930-2000)
- Gazmend Freitag - pintor
- Lirika Matoshi - estilista
- Teuta Matoshi - estilista
- Burim Myftiu - Fotógrafo contemporâneo americano, nascido em Prizren
- Ramadan Ramadani - pintor e artista
- Mustafa Presheva - Editor de filmes turco

### Modelos
- Diana Avdiu - Modelo albanesa kosovar e titular de concurso de beleza que foi coroada Miss Universo Kosovo 2012
- Marigona Dragusha - modelo que foi coroada Miss Universo Kosovo em 2009; segunda vice-campeã no Miss Universo 2009
- Donika Emini - Modelo albanesa kosovar e titular de concurso de beleza que foi coroada Miss Universo Kosovo
- Zana Krasniqi - Modelo albanesa kosovar e titular de concurso de beleza que ganhou o Miss Universo Kosovo 2008
- Camila Barraza - Modelo argentina-Kosovar e titular de concurso de beleza que ganhou o Miss Universo Kosovo 2016 e representou Kosovo no Miss Universo 2016.
- Mirjeta Shala -  Modelo albanesa kosovar
- Zana Berisha -  Modelo albanesa kosovar e titular de concurso de beleza que ganhou o Miss Kosovo 2018

### Negócios e empreendedorismo
- Florin Krasniqi - Empresário e ativista político americano
- Shkëlzen Shala - ativista e empreendedor do veganismo
- Ramiz Tafilaj - Empresário, ativista, visionário e editor americano

### Políticos
- Albin Kurti - atual primeiro-ministro do Kosovo
- Vjosa Osmani - atual presidente do Kosovo
- Lulzim Basha - Político albanês. Ele é o presidente do Partido Democrático da Albânia, o principal partido da oposição, desde 2013.[64]
- Agim Çeku - ministro das forças de segurança da República do Kosovo[65]
- Bajram Curri - ministro da defesa da Albânia, membro do Comitê para a Defesa Nacional do Kosovo, ativista da independência[66]
- Nexhat Daci - membro da Assembleia do Kosovo
- Nexhip Draga - político e deputado do parlamento otomano e mais tarde do parlamento iugoslavo
- Jakup Krasniqi - porta-voz do Exército de Libertação do Kosovo (durante a guerra do Kosovo); Antigo Presidente da Assembleia do Kosovo (2007-2014); Ex-presidente interino do Kosovo.[67]
- Ramush Haradinaj - ex-primeiro-ministro do Kosovo (2004–05)
- Sinan Hasani - ex-presidente da Iugoslávia (1986–1987), romancista, estadista e diplomata
- Ali Kelmendi - organizador comunista[68]
- Hasan Prishtina - ex-primeiro-ministro, nacionalista, organizador dos movimentos albaneses contra os otomanos e outros regimes instalados no Kosovo, durante o final do século XIX e início do século XX[69]
- Ymer Prizreni - clérigo, jurista, político, estudioso e patriota, líder principal da albanesa Liga de Prizren[56]
- Bajram Rexhepi - primeiro-ministro (2002-2004)[70]
- Ibrahim Rugova - primeiro presidente do Kosovo (1992–2000) e (2002–2006)[71]
- Fatmir Sejdiu - primeiro presidente da República do Kosovo (2006–2010)[72]
- Hashim Thaçi - ex-primeiro-ministro e presidente do Kosovo[72]
- Azem Vllasi - político e advogado sênior[56]

### Esportes

#### Futebol
| *Ardit Tahiri - jogador de futebol - Allmir Ademi - Jogador de futebol albanês-suíço - Fidan Aliti - jogador de futebol - Enis Alushi - jogador de futebol - Donis Avdijaj - jogador de futebol - Ilir Azemi - jogador de futebol - Zymer Bytyqi - jogador de futebol - Adnan Januzaj - jogador de futebol belga da Real Sociedad, La Liga, os pais são da República do Kosovo, de ascendência kosovar e turca - Agon Mehmeti - jogador de futebol - Albert Bunjaku - jogador de futebol suíço-albanês por Nürnberg, Bundesliga Alemã - Almir Murati - jogador de futebol suíço que joga no Potenza S.C. - Arian Beqaj -jogador de futebol do Anorthosis Famagusta, Primeira Divisão Cipriota - Fatos Beqiraj - Ex-jogador de futebol montenegrino nascido em Peja - Astrit Ajdarević - jogador de futebol sueco por Leicester City, Premier League, nascido em Pristina - Beg Ferati - jogador de futebol suíço, nascido em Pristina - Bernard Berisha - jogador de futebol - Besart Berisha - jogador de futebol de Brisbane Roar, A-League - Valon Berisha - jogador de futebol que jogou pelo Red Bull Salzburg e Lácio - Mërgim Brahimi - jogador de futebol - Bersant Celina - jogador de futebol - Debatik Curri - jogador de futebol - Ardin Dallku - jogador de futebol - Ibrahim Drešević - jogador de futebol - Lorik Emini - jogador de futebol - Betim Fazliji - jogador de futebol - Ardian Gashi - jogador de futebol, que jogou pela Noruega e pela Kosovo - Besian Idrizaj - jogador de futebol austríaco do Swansea City, Campeonato da Liga Inglesa, os pais são de Kosovo - Besar Halimi - jogador de futebol, ex-jogador do Mainz 05 - Besnik Hasi - ex-jogador de futebol que virou técnico do Anderlecht, Primeira Divisão A da Bélgica - Mehmet Hetemaj - jogador de futebol, que jogou várias temporadas na seleção italiana Serie B - Ylldren Ibrahimaj - jogador de futebol - Blendi Idrizi - jugador de futebol, atualmente correndo pelo Schalke 04 - Flamur Kastrati - jogador de futebol - Kushtrim Lushtaku - jogador de futebol - Alban Meha - jogador de futebol - Arijanet Muric - jogador de futebol, que jogou pelo Manchester City e NAC Breda - Florent Muslija - jogador de futebol, que anteriormente jogou pelo Hannover 96 - Besar Musolli - jogador de futebol - Atdhe Nuhiu - jogador de futebol - Leart Paqarada - jogador de futebol - Avni Pepa - jogador de futebol - Fanol Përdedaj - jogador de futebol - Elbasan Rashani - jogador de futebol - Anel Rashkaj - jogador de futebol - Dardan Rexhepi - jogador de futebol - Loret Sadiku - jogador de futebol - Herolind Shala - jogador de futebol, que jogou pelo Odd e pelo Sparta Praga - Valmir Sulejmani - jogador de futebol, que já jogou pelo Hannover 96 - Gjelbrim Taipi - jogador de futebol - Samir Ujkani - jugador de futebol que disputou diversas temporadas na Serie A e Serie B - Mërgim Vojvoda - jogador de futebol atualmente correndo Torino F.C. - Eroll Zeynullahu - jogador de futebol - Arbër Zeneli - jogador de futebol, que jogou pelo Heerenveen e Reims - Edon Zhegrova - jogador de futebol - Drilon Shala - Jogador de futebol finlandês do FC Lahti, Veikkausliiga finlandesa, os pais são da República do Kosovo - Dren Feka - Jogador de futebol alemão do Hamburger SV e da Seleção Alemã de Futebol Juvenil Sub-19. Os pais são de Kosovo. - Emir Bajrami - Jogador de futebol sueco, nascido em Pristina - Fatmire Bajramaj (Alushi) - Jogador de futebol alemão, nascido em Kosovo - Faton Toski - Jogador de futebol alemão, nascido em Kosovo - Gezi m Ljalja - Jogador de futebol albanês do Kosovo que jogou no KF Vëllaznimi e no FK Galenika Zemun. - Granit Xhaka - Jogador de futebol suíço, de etnia albanesa nascido em Kosovo - Johan Berisha - jogador de futebol suíço aposentado - Kosovare Asllani - Jogador de futebol sueco, pais migraram de Kosovo para Suécia - Kristian Nushi - jogador de futebol do FC St. Gallen, Superliga Suíça - Labinot Haliti - Jogador de futebol australiano-albanês do Western Sydney Wanderers FC, nascido em Pristina - Labinot Harbuzi - Jogador de futebol sueco, pais migraram de Kosovo para Suécia - Liridon Krasniqi - jogador de futebol nascido em Vitina, representando a Kosovo e mais tarde Malásia - Lorik Cana - jogador de futebol da Lazio, Série A italiana - Mehmet Dragusha - jogador de futebol do Paderborn, 2ª Bundesliga Alemã - Mentor Zhubi - Jogador de futebol sueco do Örgryte IS, Superettan sueco, nascido em Kosovo - Milaim Rama - Jogador de futebol suíço do Augsburg, Liga Regional Alemã Nord, nascido em Kosovo - Milot Rashica - jogador de futebol do Werder Bremen, Bundesliga, nascido em Vushtrri, Kosovo - Njazi Kuqi - Jogador de futebol finlandês do TuS Koblenz, Zweite Bundesliga alemã, nascido em Kosovo - Rijat Shala - Jogador de futebol suíço da Novara Calcio, Lega Pro 1.Divisione italiana, nascido em Prizren, Kosovo - Shefki Kuqi - Jogador de futebol finlandês do Swansea City, Campeonato da Liga Inglesa de Futebol, nascido em Kosovo - Shpetim Hasani - jogador de futebol - Sokol Maliqi - jogador de futebol suíço-albanês - Valdet Rama - jogador de futebol nascido em Mitrovica - Valon Behrami - Jogador de futebol suíço e ex-jogador do West Ham United, Premier League, nascido em Mitrovica - Xherdan Shaqiri - jogador de futebol suíço, nascido em Kosovo - Xhevat Prekazi - gerente e ex-jogador de ascendência albanesa do Kosovo. | - Alushi - Asllani - Behrami - B. Berisha - V. Berisha - Bunjaku - Cana - Celina - Hadergjonaj - Halimi - Harbuzi - Hasi - Januzaj - N. Kuqi - S. Kuqi - Mehmeti - Përdedaj - M. Rama - V. Rama - Rashica - Shaqiri - Toski - Ujkani - Vojvoda - Xhaka - Zeneli |

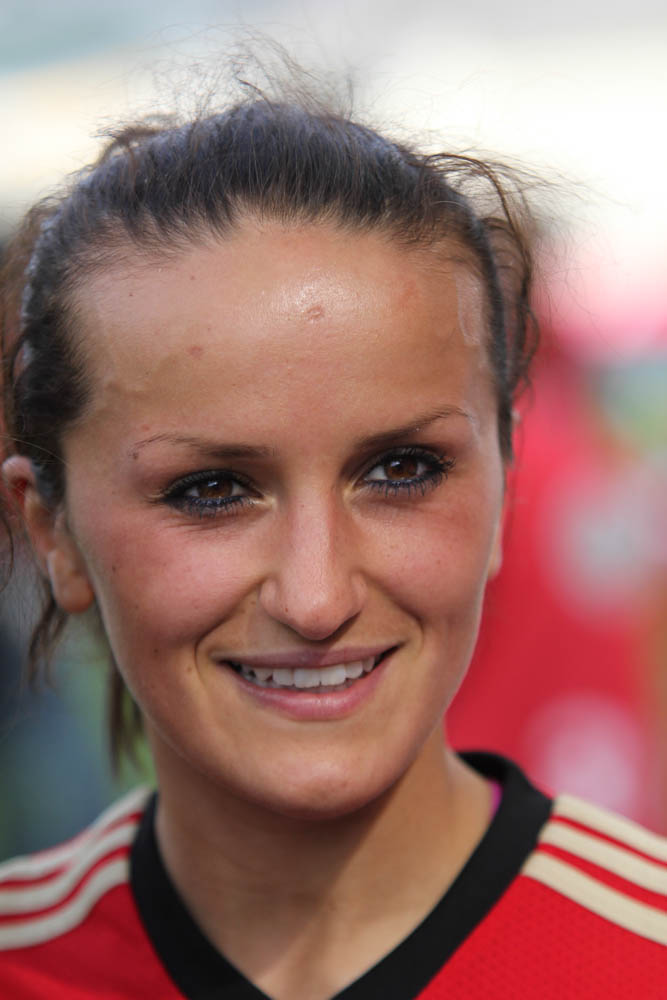
Alushi
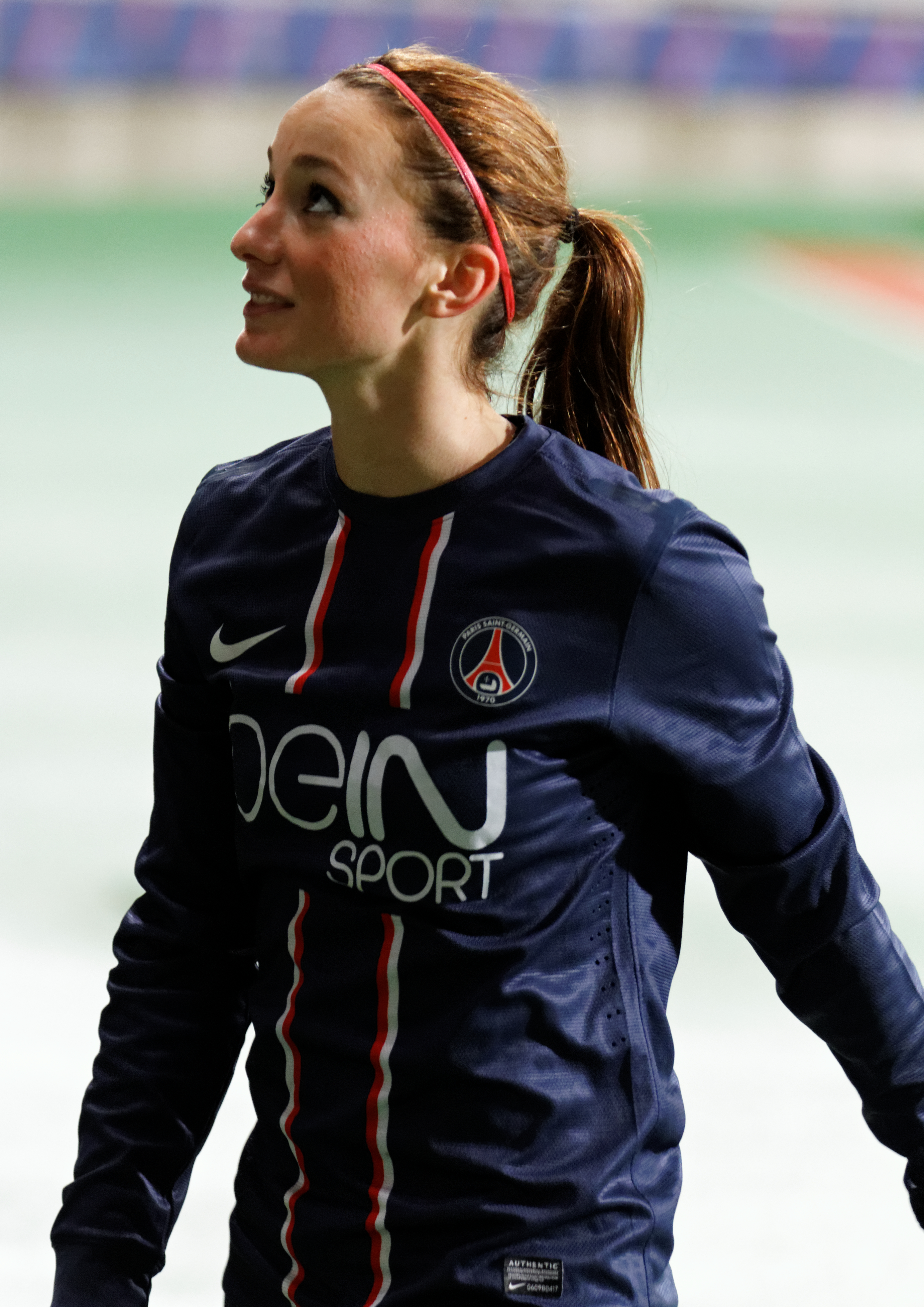
Asllani
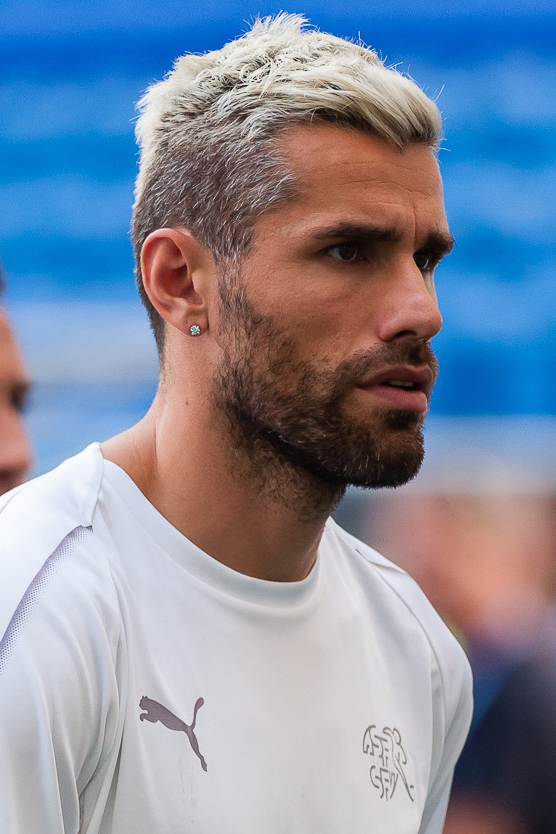
Behrami
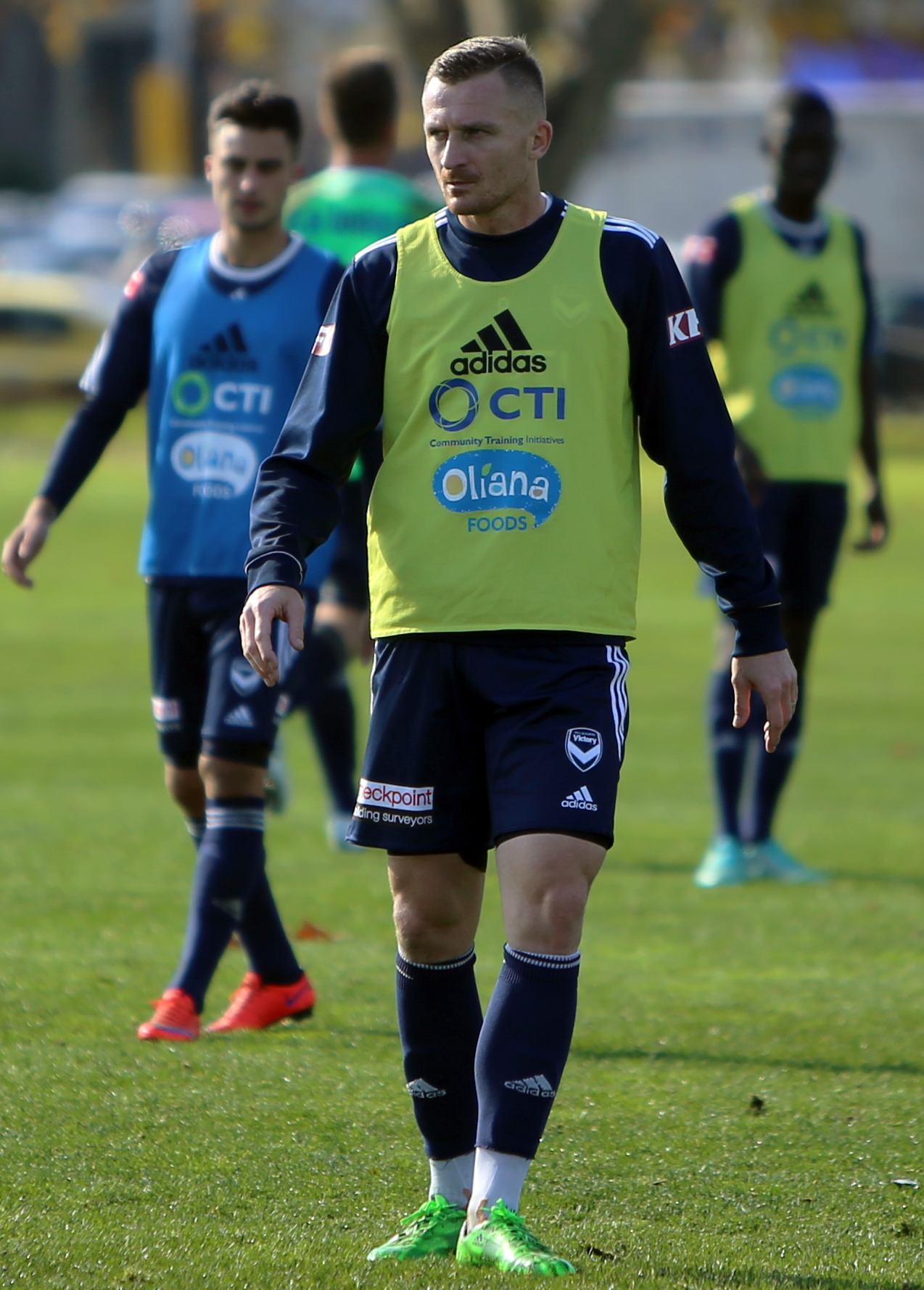
B. Berisha
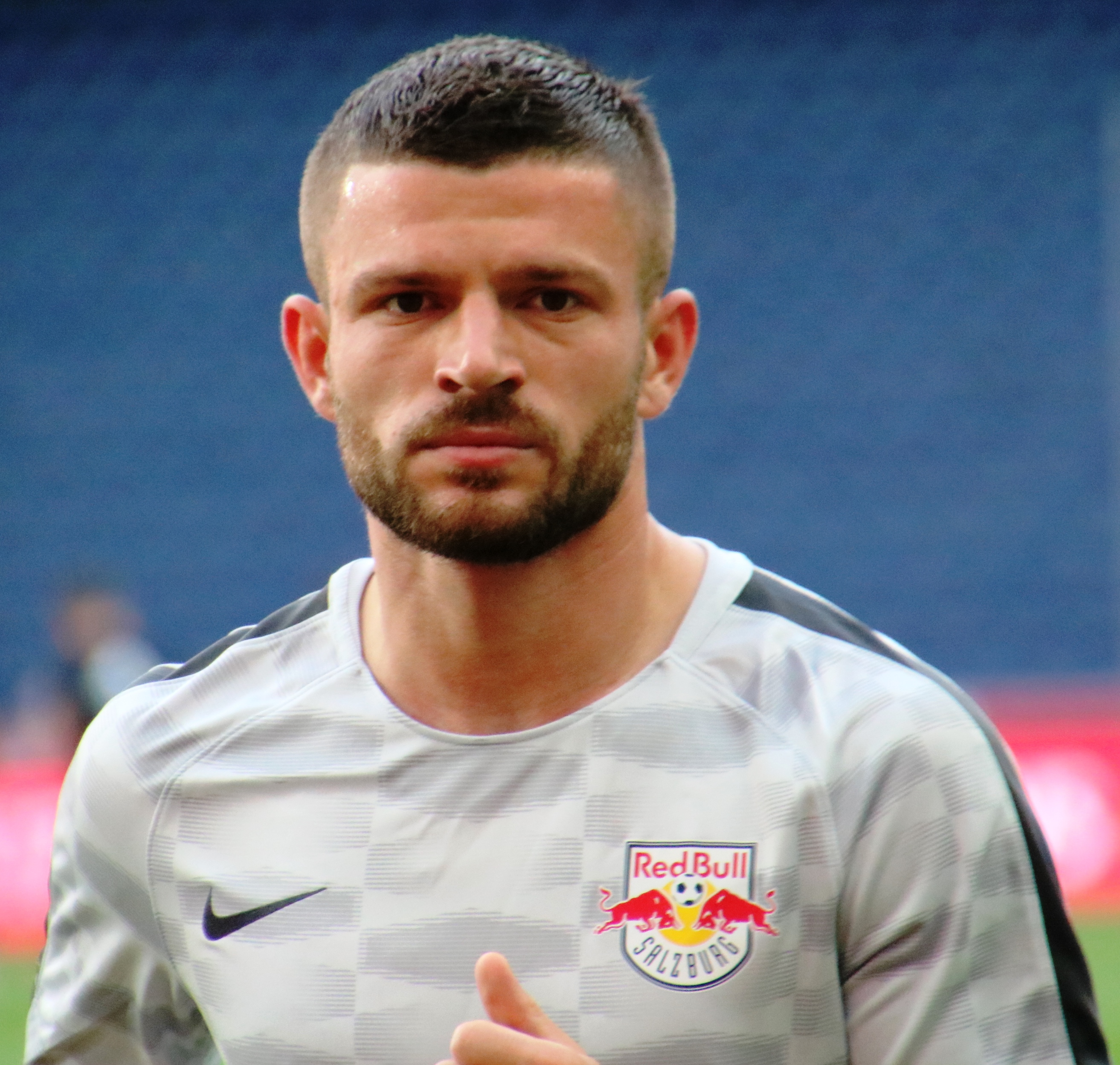
V. Berisha
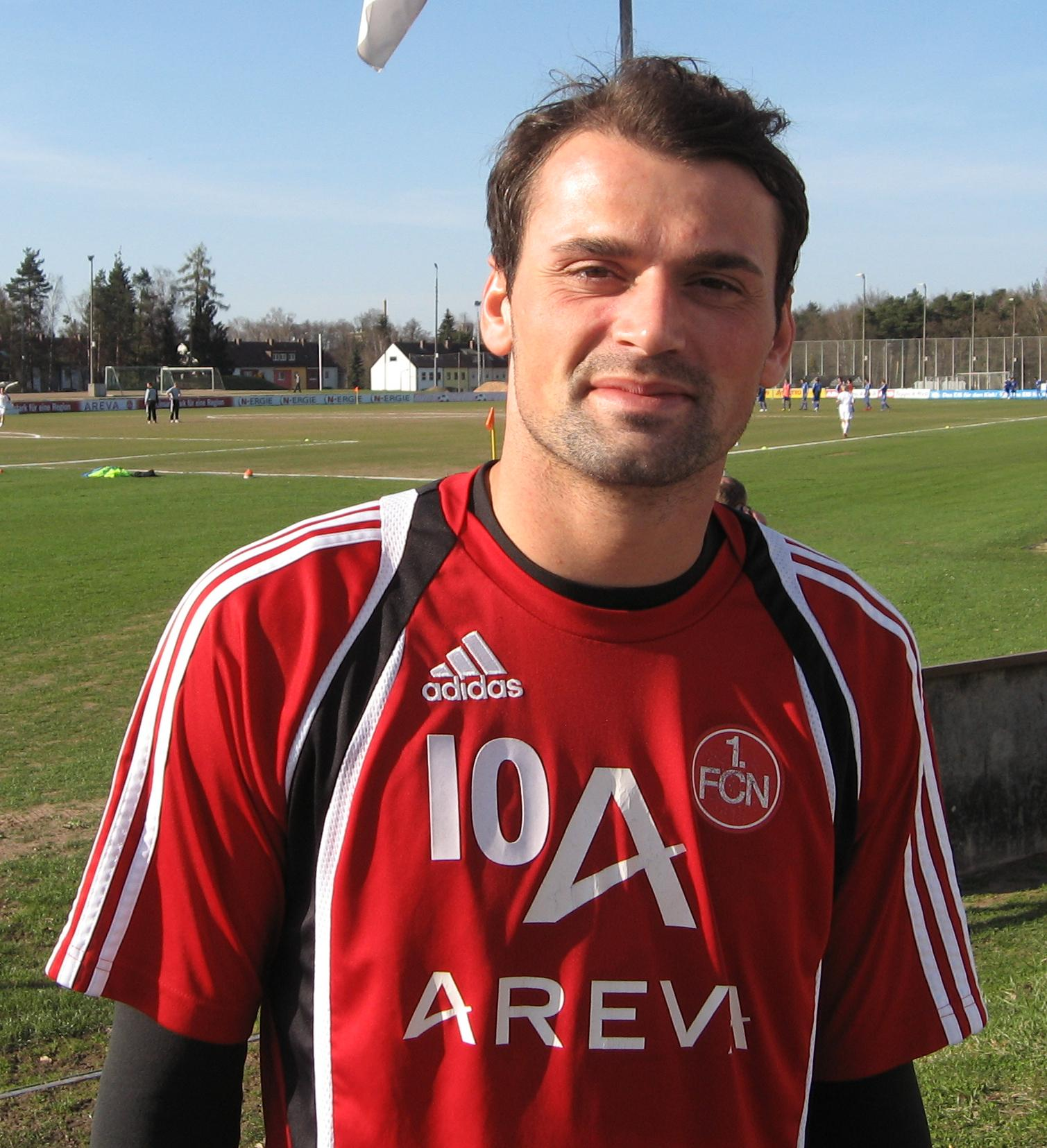
Bunjaku
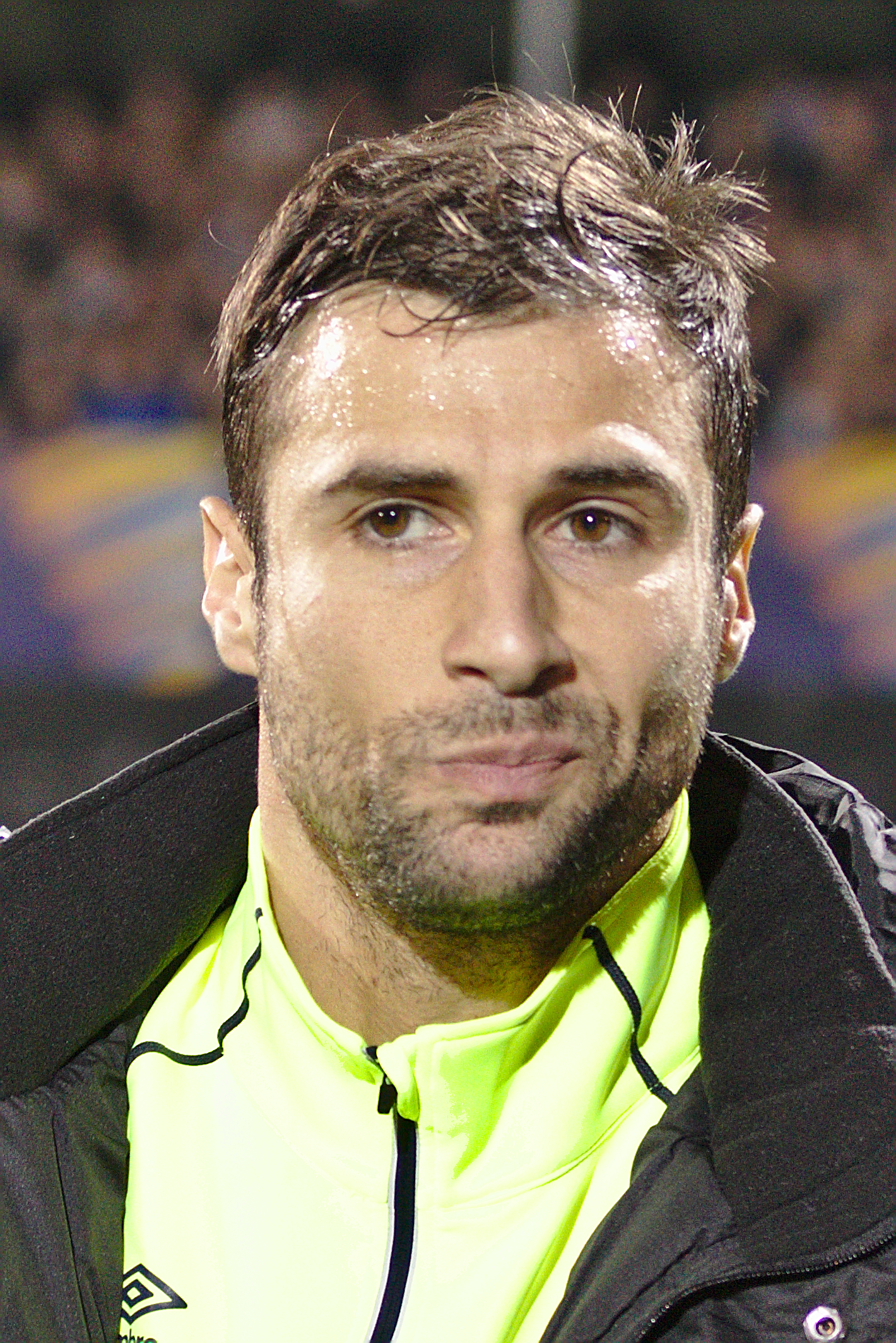
Cana
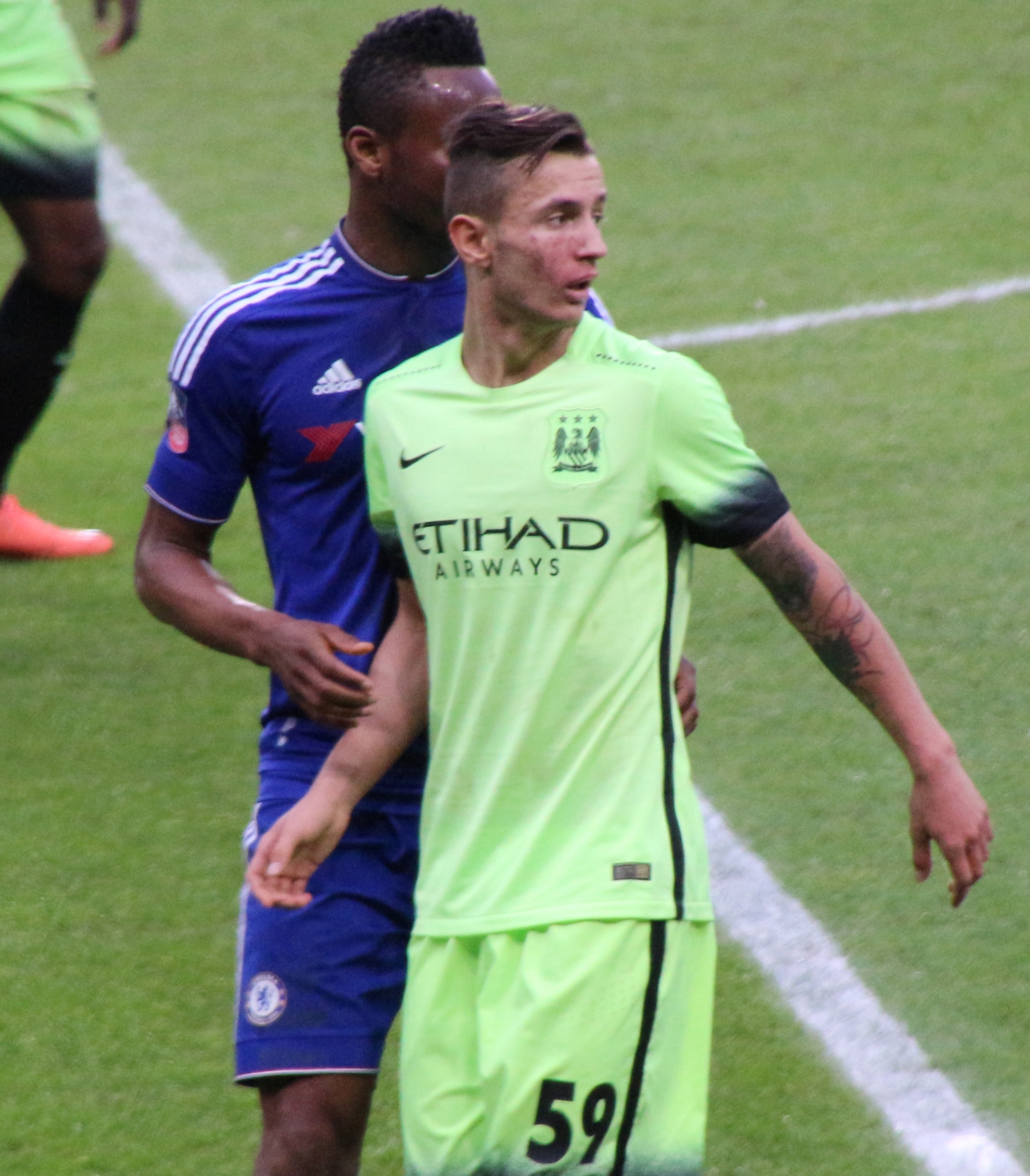
Celina
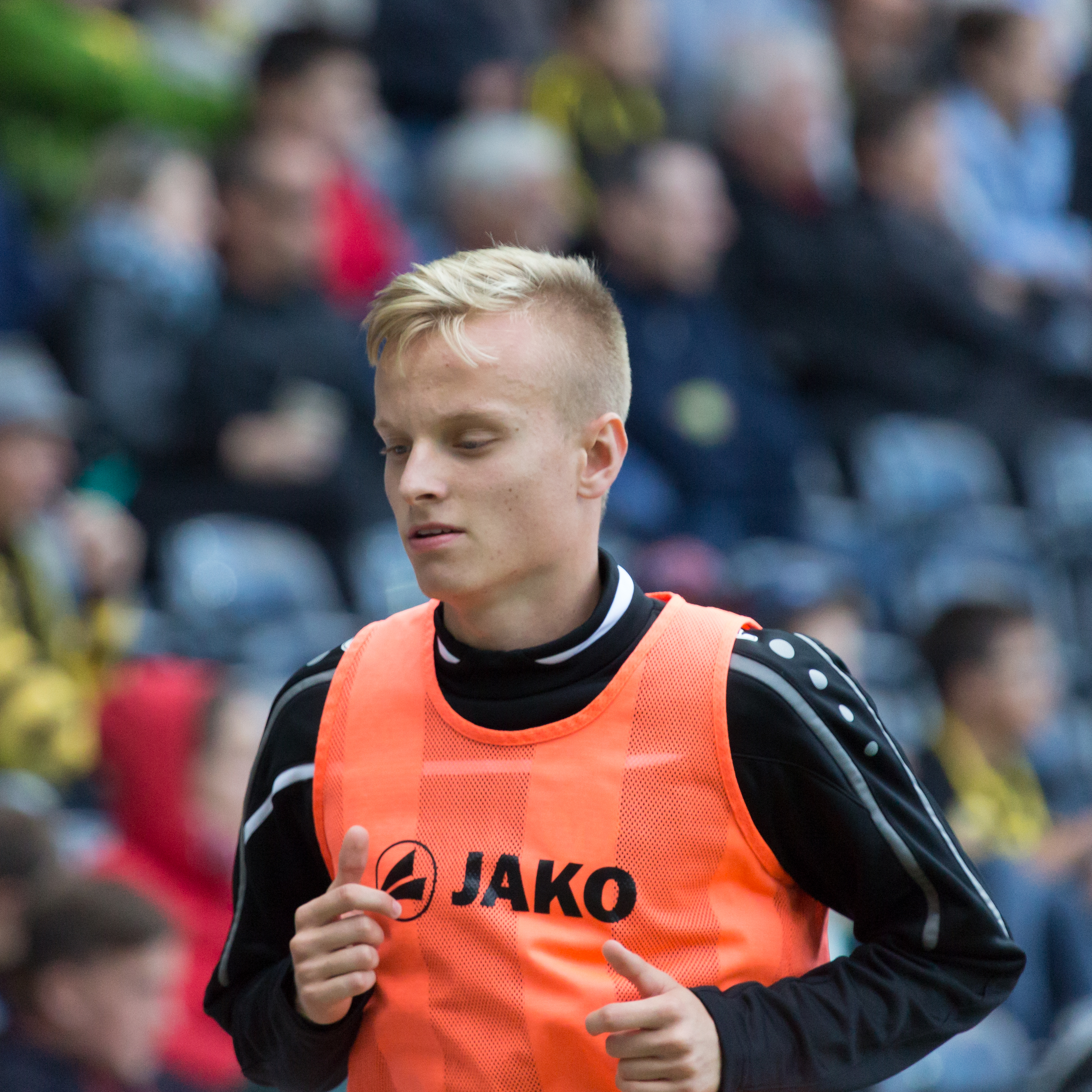
Hadergjonaj
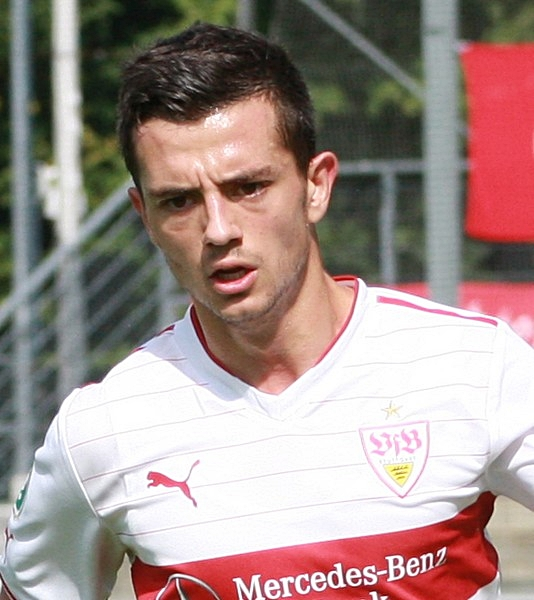
Halimi
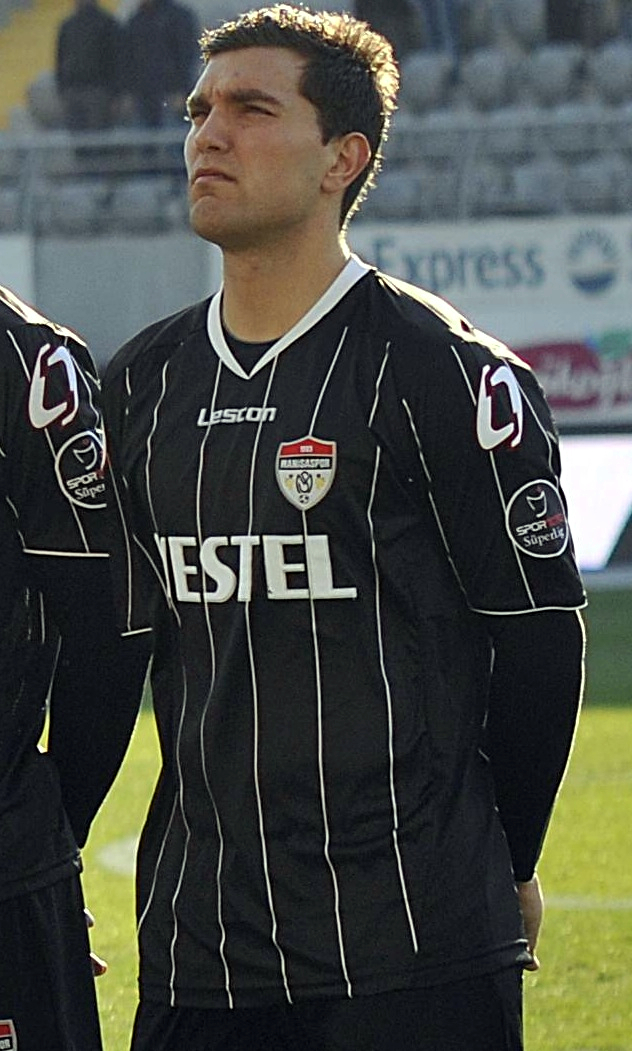
Harbuzi
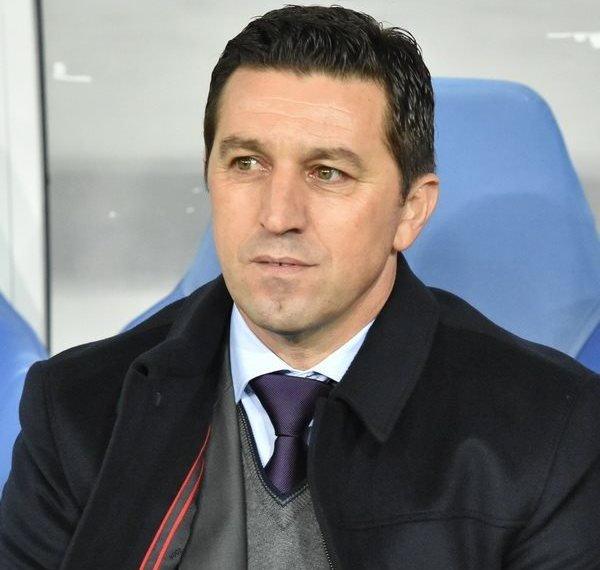
Hasi
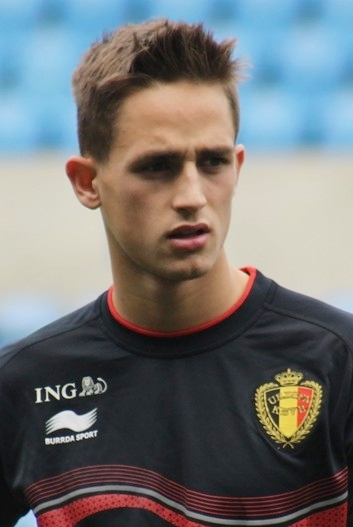
Januzaj
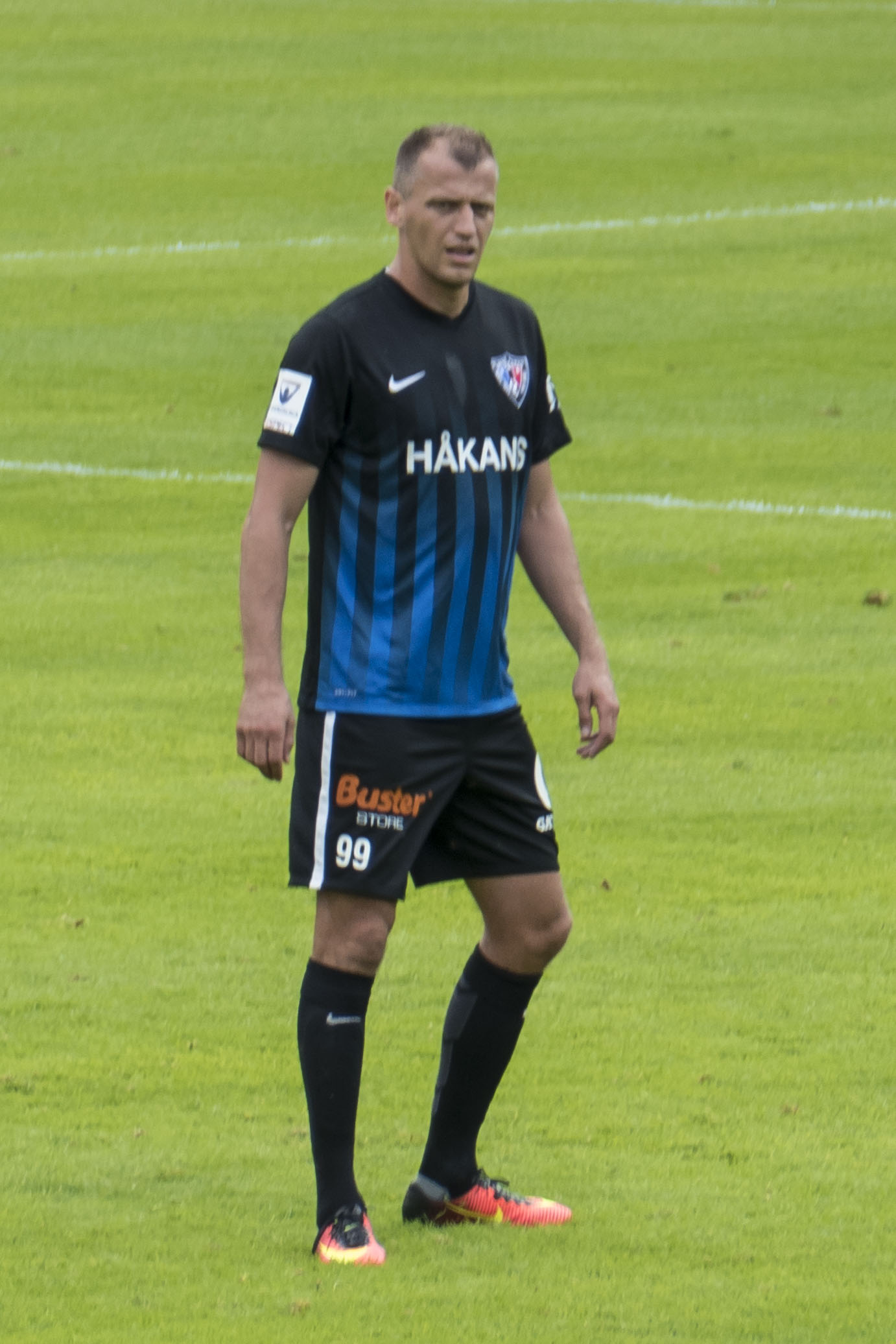
N. Kuqi
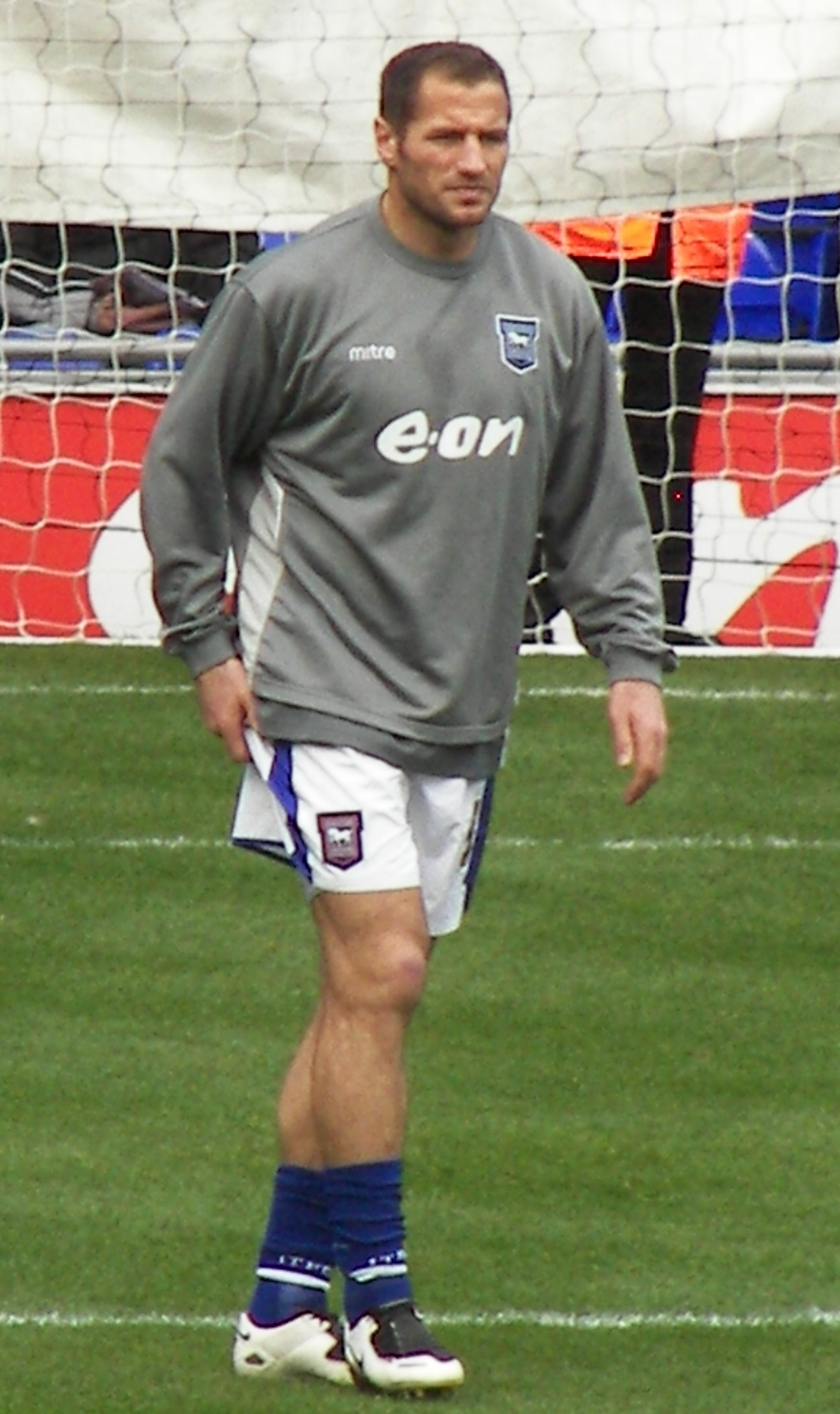
S. Kuqi
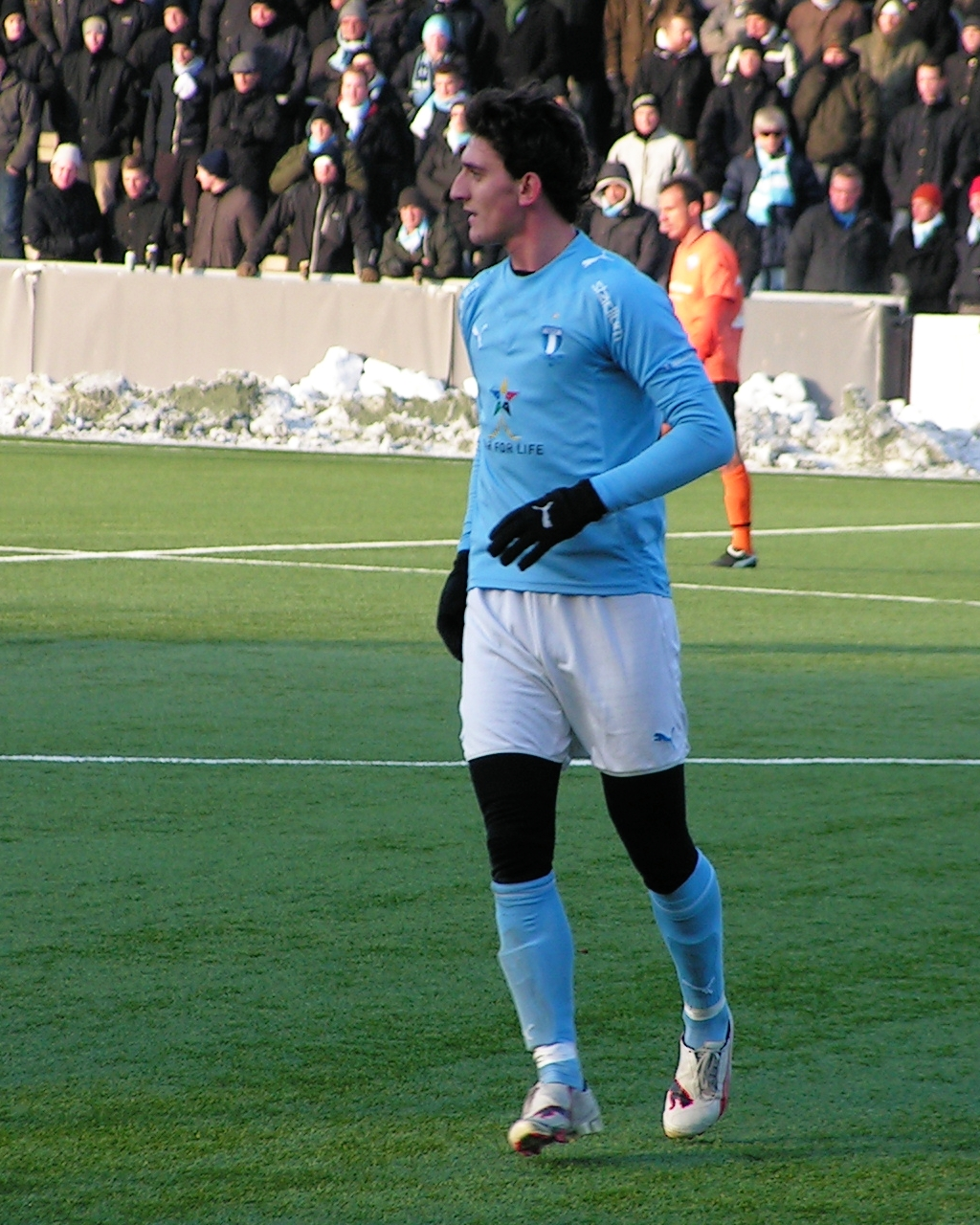
Mehmeti
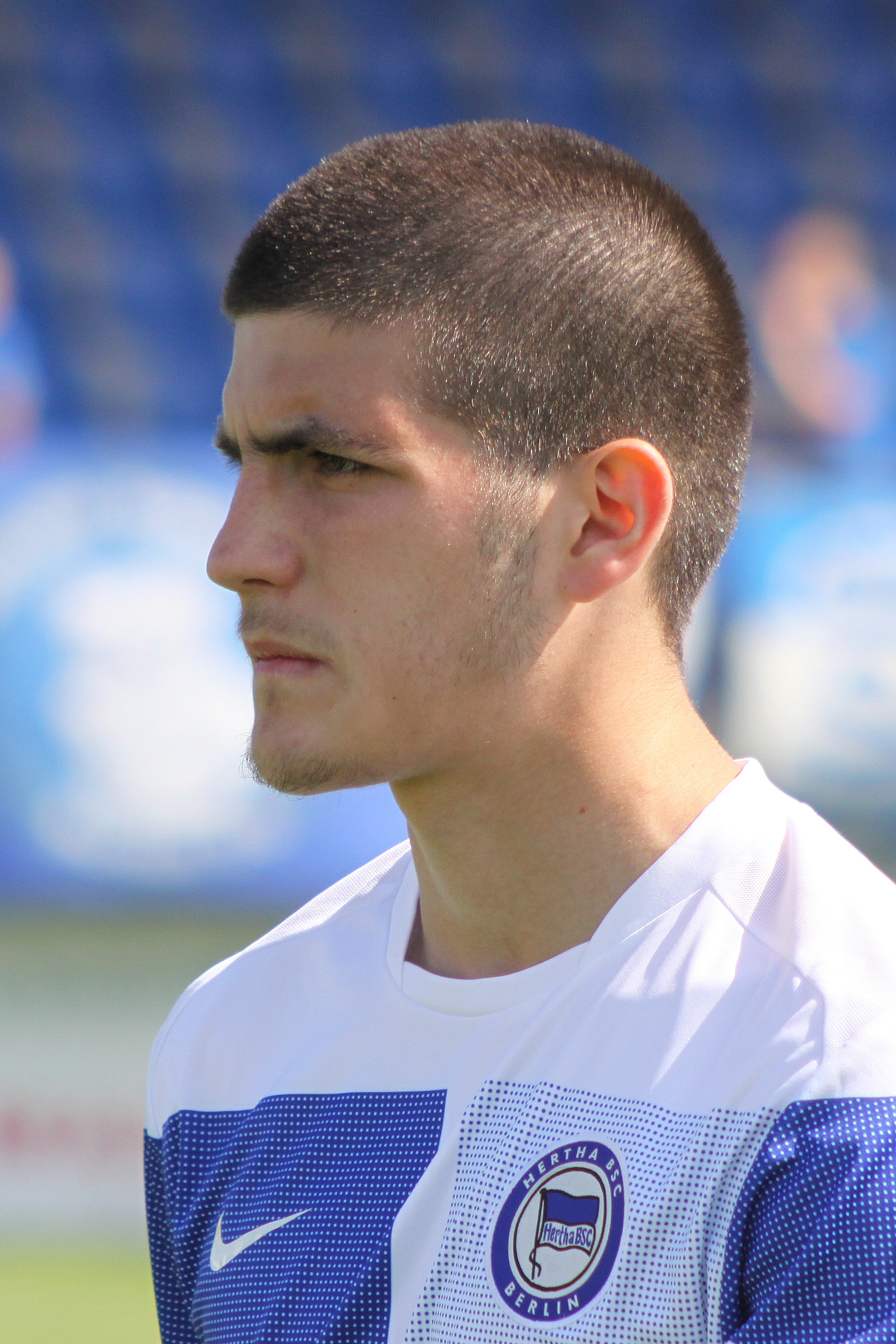
Përdedaj
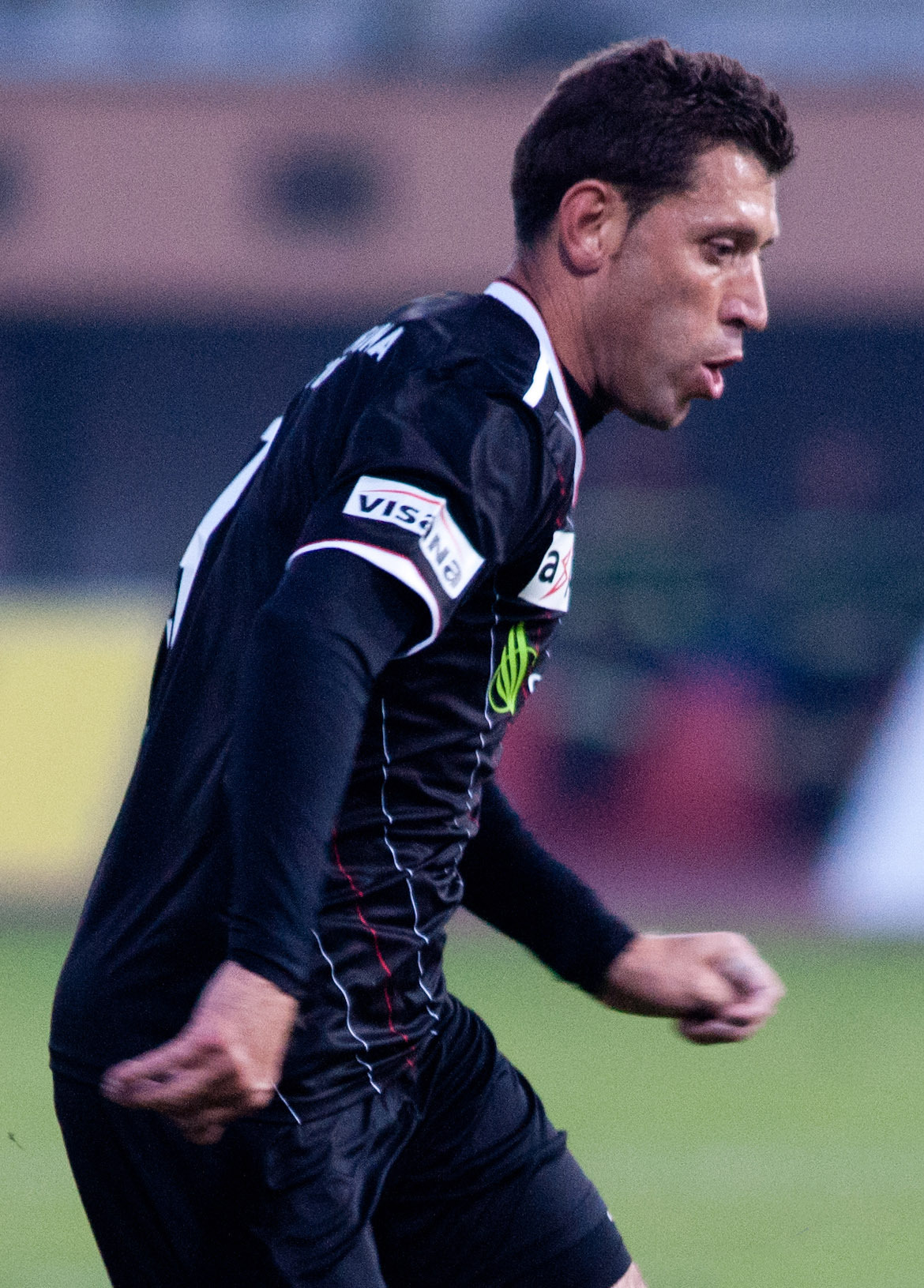
M. Rama
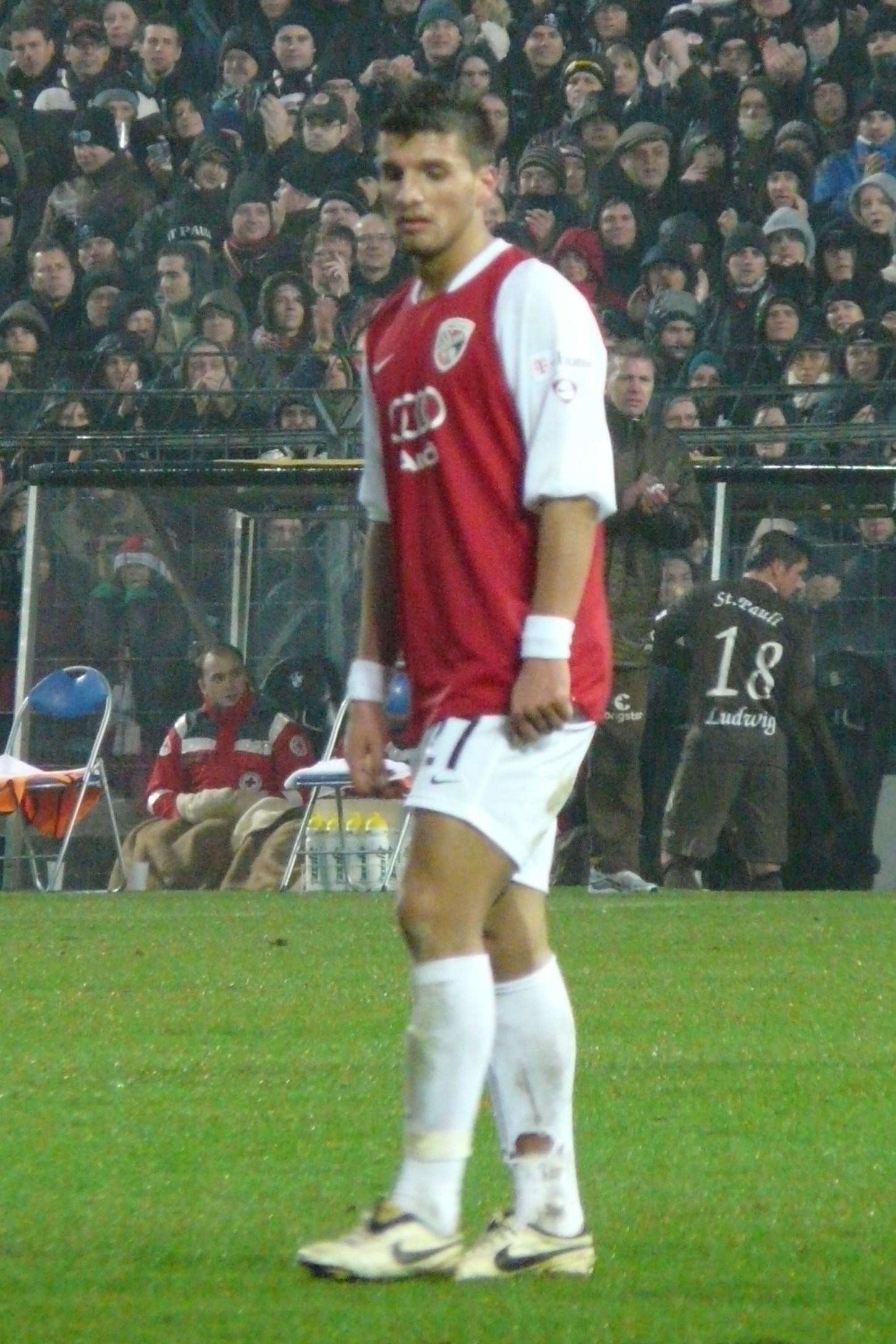
V. Rama
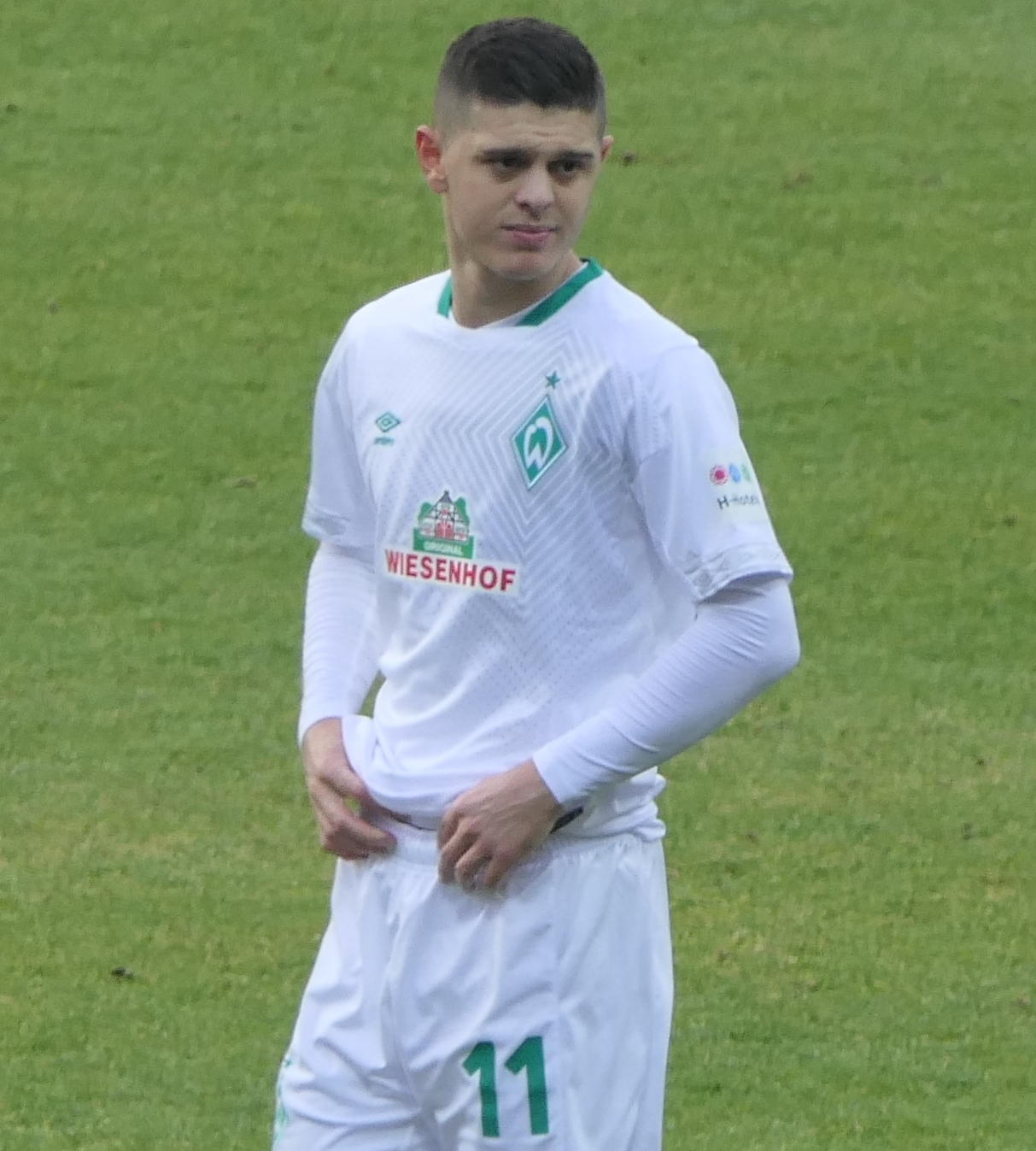
Rashica
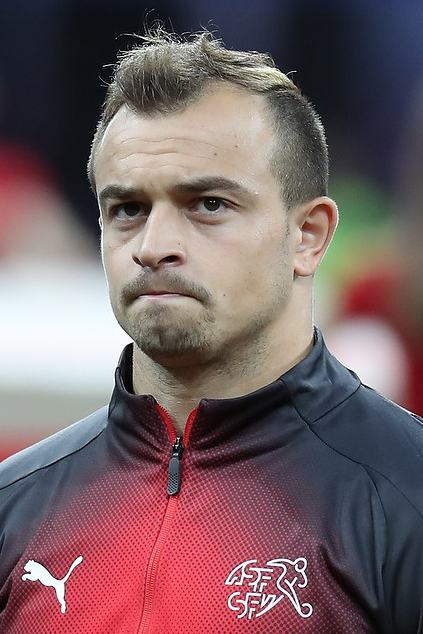
Shaqiri
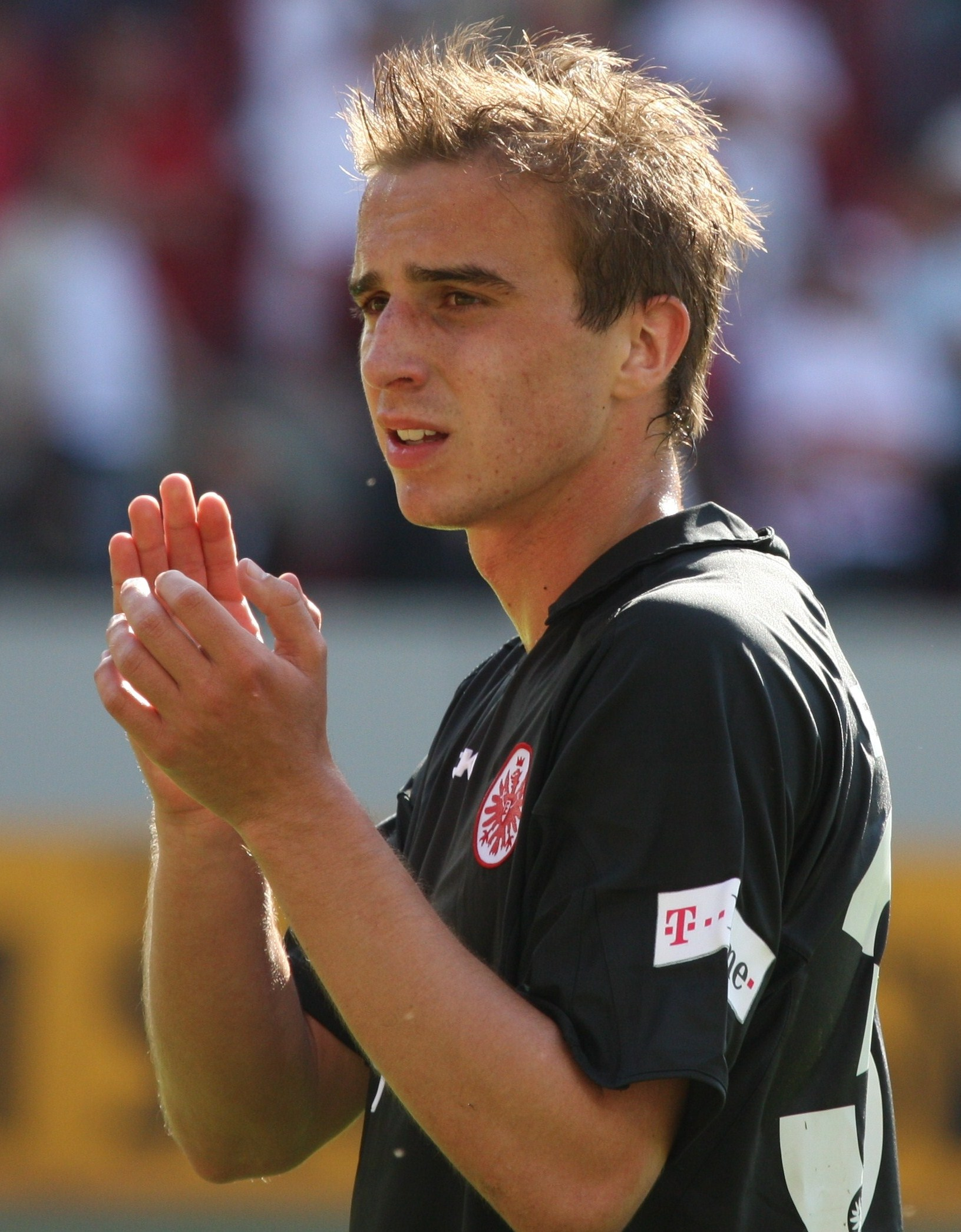
Toski
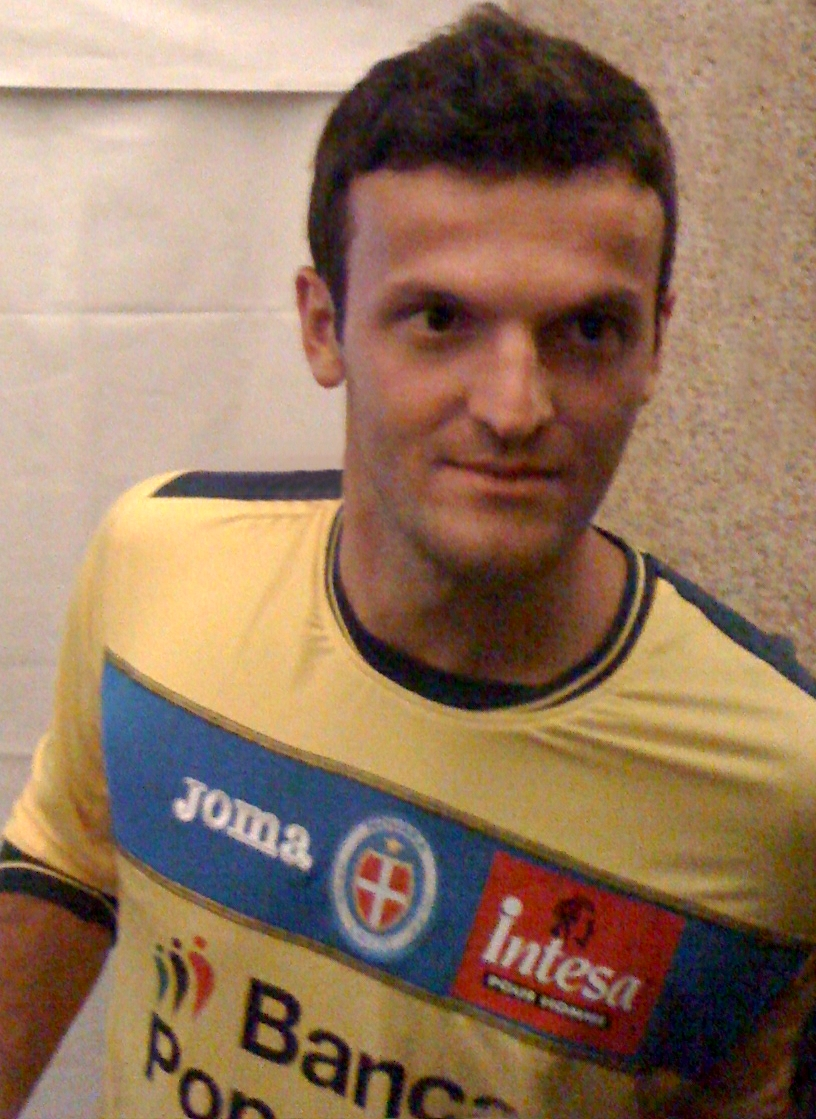
Ujkani
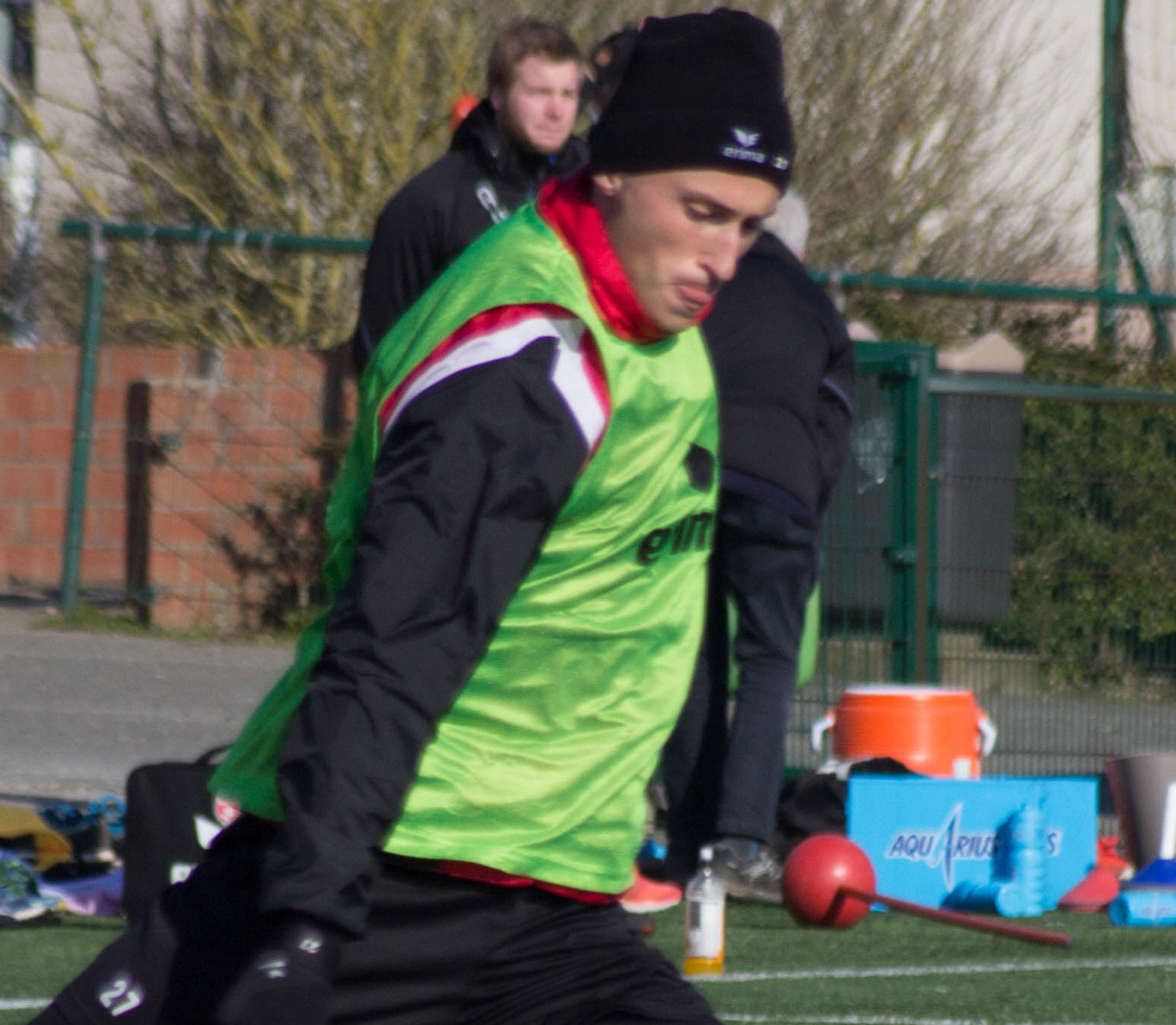
Vojvoda
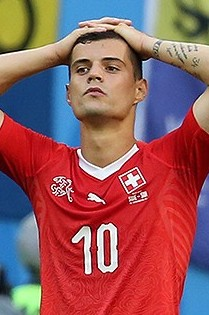
Xhaka
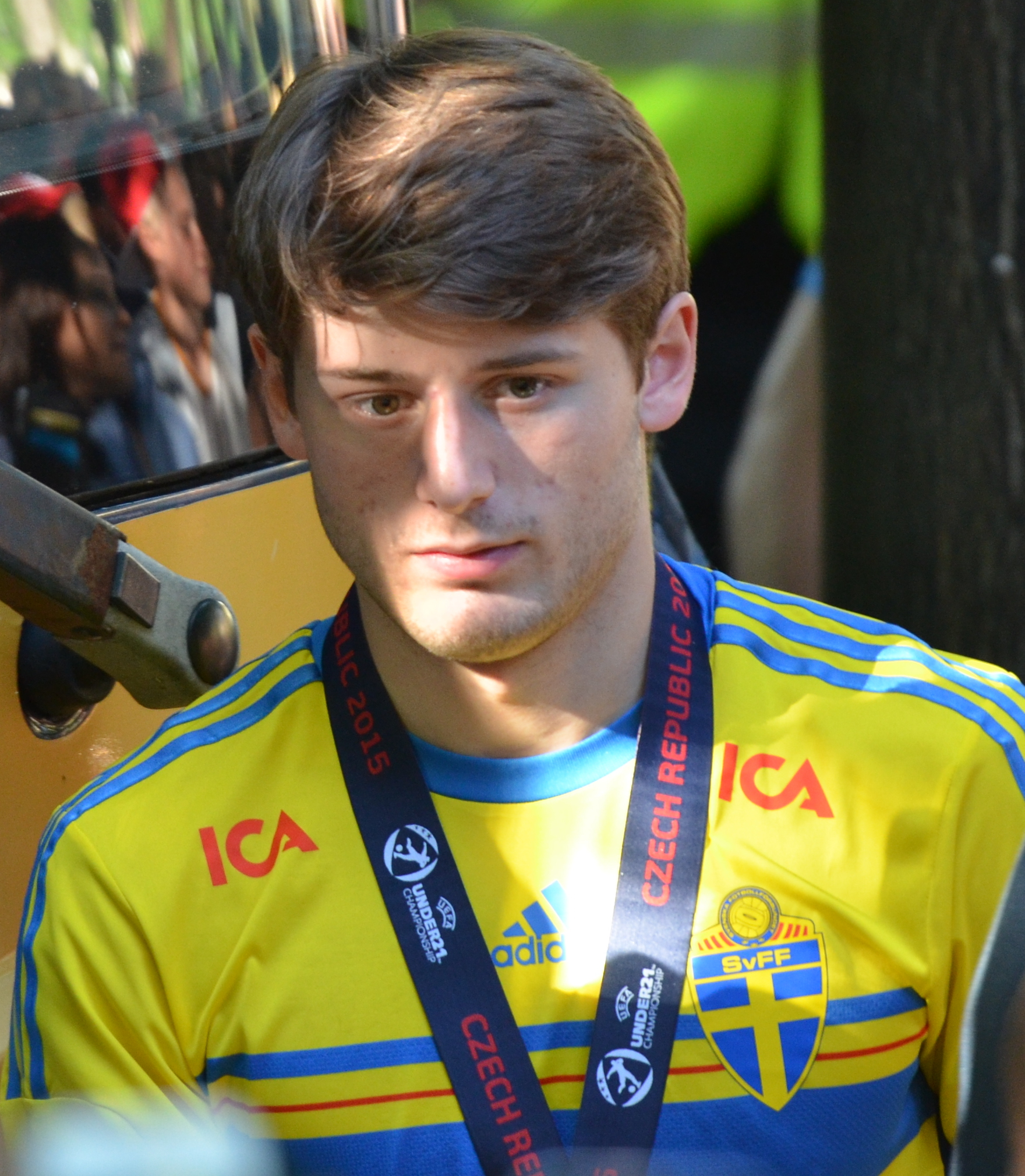
Zeneli

#### Basquete
- Edmond Azemi - Jogador profissional de basquete albanês do Kosovo que joga pelo Sigal Prishtina na Superliga de Basquete do Kosovo[102]

#### Handebol
- Taip Ramadani - treinador principal da seleção australiana de handebol, os pais são do Kosovo

#### Futebol americano
- Lirim Hajrullahu - Placekicker canadense nascido em Kosovo na CFL e na NFL, campeão da Grey Cup de 2017

#### Boxe, Kickboxing e Luta Livre
| - Luan Krasniqi - Boxeador profissional alemão, nascido em Junik - Robin Krasniqi - Boxeador profissional alemão, nascido em Junik - Xhavit Bajrami - Ex-kickboxer suíço, nascido em Dumosh - Aziz Salihu - boxeador profissional, nascido em Pristina - Naim Terbunja - Boxeador amador sueco, nascido em Pristina - Rezar - lutador profissional e ex-lutador de artes marciais mistas - Elvis Gashi - boxeador profissional na América, nascido em Peja - Ilir Latifi - lutador profissional do UFC pela Suécia, seus pais são do Kosovo - Elvir Muriqi - Boxeador americano-albanês, nascido em Kosovo - Azem Maksutaj - Ex-kickboxer suíço, nascido no Kosovo - Donjeta Sadiku - Boxeadora Kosovar, nascida em Pristina - Besar Nimani - ex-boxeador profissional, campeão intercontinental europeu da IBF | - Rezar |

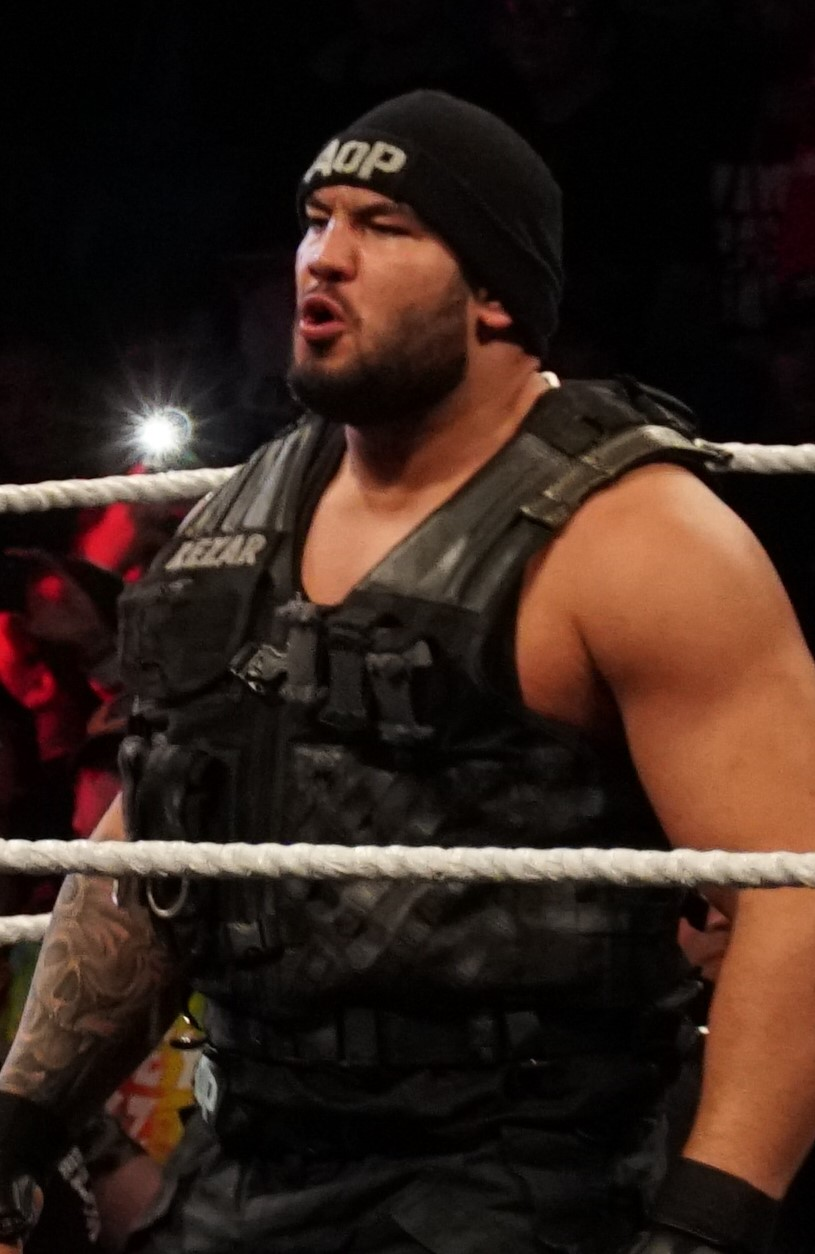
Rezar

#### Judo
| - Majlinda Kelmendi - Judoca, Campeão Mundial de 2013 e 2014 (52 kg), venceu os Jogos Europeus de 2019, três Campeonatos Europeus (2014, 2016, 2017), o Judo World Masters de 2013, sete Grand Slams da IJF, 10 Grand Prix da IJF, e conquistou o ouro em os Jogos Olímpicos de Verão de 2016. - Distria Krasniqi - Judoca, ganhou três IJF World Masters (2018, 2019, 2021), dois Grand Slams da IJF (2020 Paris e Hungria), seis Grand Prix da IJF (2015 Samsun, 2017 Antalya e Haia, 2018 Antalya e Tashkent, 2019 Antalya), um Campeonato Europeu e medalha de ouro nos Jogos Olímpicos de Verão de 2020. - Nora Gjakova - Judoca, venceu dois Grand Slams da IJF (2018, 2021), cinco Grand Prix da IJF (2017 Antalya, 2018 Tunis, 2018 Antalya, 2019 Tbilisi), um Campeonato Europeu, uma medalha de ouro nos Jogos do Mediterrâneo 2018, e conquistou o ouro no Jogos Olímpicos de Verão de 2020. | - Kelmendi |

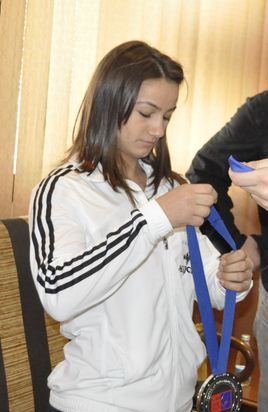
Kelmendi